# Департамент поліції Нью-Йорка
Департамент поліції міста Нью-Йорка (англ. New York City Police Department, NYPD) — муніципальна поліція міста Нью-Йорк заснована в 1845 році, найбільший та один з найстаріших міських поліцейських департаментів в США.
Департамент поліції Нью-Йорка має декілька спеціалізованих служб таких як служба невідкладної медичної допомоги, кінологічна служба, патруль бухт, служба повітряної підтримки, служба знешкодження бомб, служба контр-терроризму, служба кримінальної розвідки, служба боротьби з бандами, служба боротьби з організованою злочинністю, служба боротьби з наркотиками. За словами департаменту його метою є «захист закону, збереження миру, зменшення страху та забезпечення безпечного довкілля». Діяльність департаменту регулюється розділом 38 Правил міста Нью-Йорк.
В департаменті служать приблизно 34 500 офіцерів, 4 500 допоміжної поліції, 5 000 агентів шкільної безпеки, 2 300 агентів з дотримання дорожнього руху та 370 наглядачів з дотримання дорожнього руху. Благодійна Асоціація патрульних міста Нью-Йорк є найбільшим професійним союзом муніципальної поліції яка представляє близько 50 000 чинних та колишніх офіцерів департаменту.
Відділ розвідки та контртероризму Департаменту поліції Нью-Йорка має свої відділення в 11 містах світу. В 1990-х департамент розробив систему менеджменту CompStat, яку після цього ввели також і в інших містах.
В Нью-Йорку також працює система «Domain Awareness System» яка керує шістьма тисячами камер спостереження та зчитувачів номерів.
В Уряді міста Нью-Йорк існує Комітет розгляду скарг, який складається з 13-ти членів, обов'язком якого є розслідування неправомірних дій та зловживань офіцерів Департаменту поліції Нью-Йорка, включаючи застосування надмірної сили, зловживання владою, неввічливість та образи. Скарга проти будь-якого співробітника департаменту може бути подана в інтернеті, поштою, по телефону чи персонально в будь-якому відділку.

## Історія

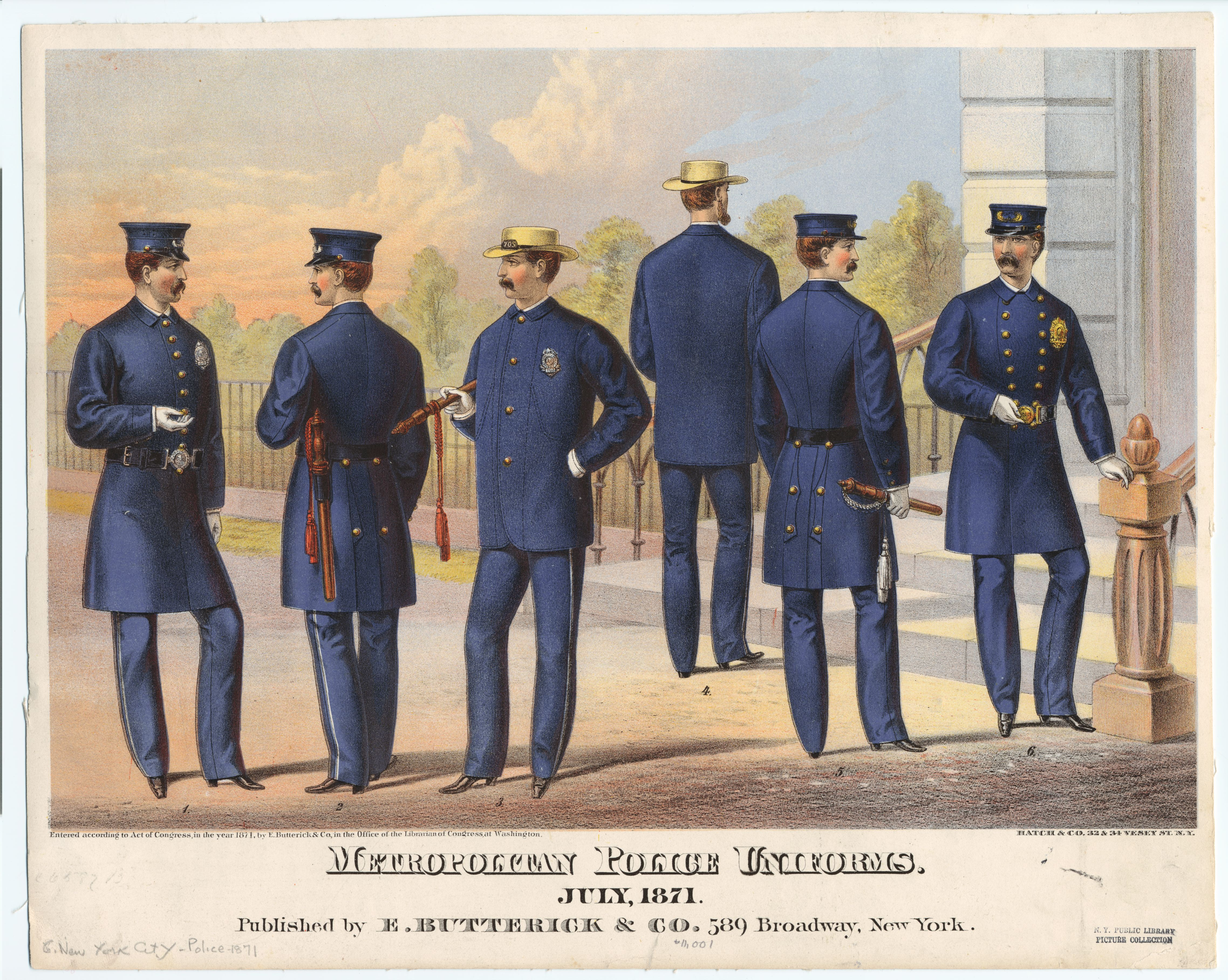
Нью-Йоркські поліцейські в 1871 році

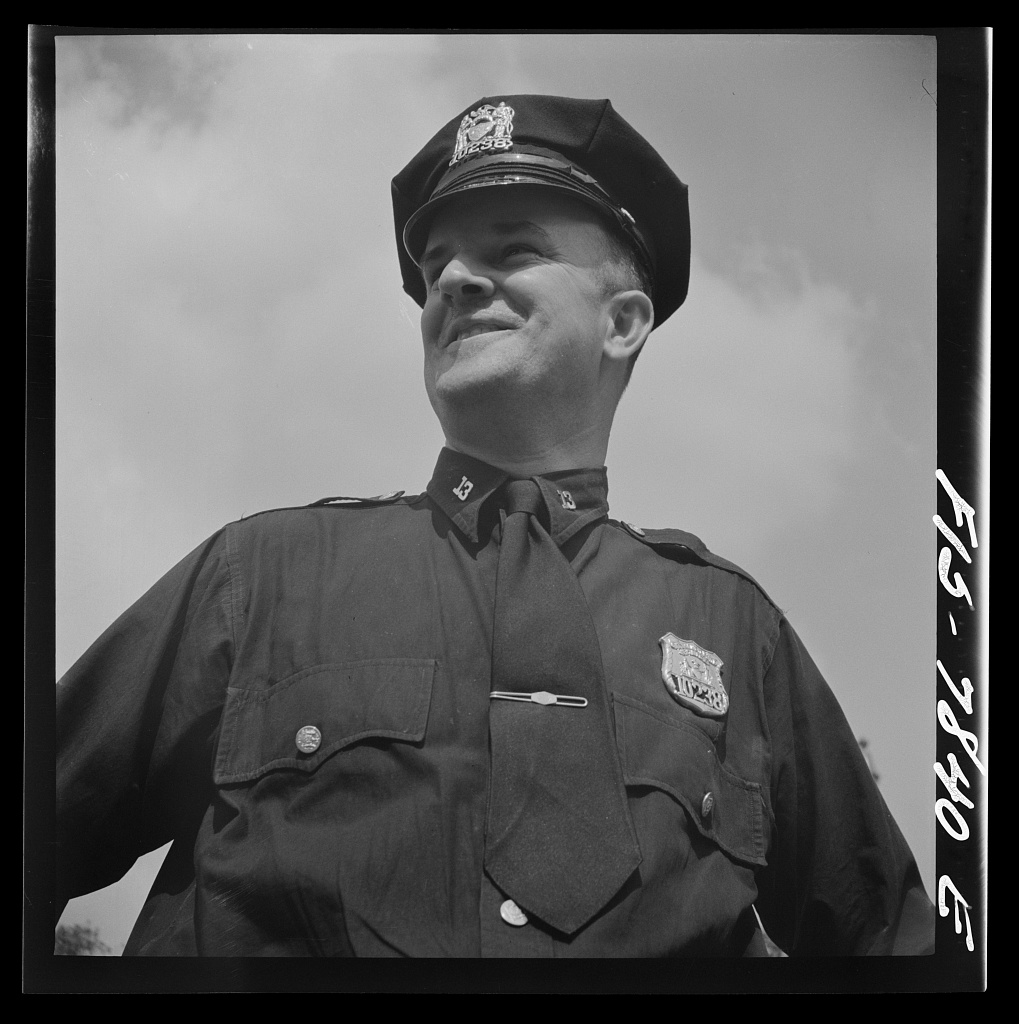
Нью-Йоркський поліцейський в 1942 році

Департамент поліції Нью-Йорка було засновано в 1845 році на заміну сторожовій службі. В 1898 році департамент поглинув ще декілька місцевих правоохоронних органів.
На момент заснування департаменту населення Нью-Йорка складало 320 000 осіб, яке обслуговувалось одним сторожем, сотнею міських маршалів, 31-м констеблем та 51-м офіцером. На прохання міської ради Нью-Йорка, підприємець Пітер Купер розробив пропозицію створити поліцейських орган із 1200 офіцерами. 7 травня 1844 легіслатура штату підтримала пропозицію затвердивши Акт про муніципальну поліцію, який дозволив створити поліцейський департамент та скасувати стару сторожову систему. Поліцейський департамент не був створений в тому ж році через суперечку мера та міської ради щодо того хто буде призначати офіцерів. Але після вступу на посад мера Вільяма Хейвмейера в 1845 році департамент було нарешті створено. Для зручності виконання поліцейських обов'язків місто було поділене на три райони, кожен із власним судом, магістратом, клерками та будівлею. Департамент був створений за зразком Міської поліції Лондона, яка була організацією військового типу з військовими званнями та субординацією.
В 1857 році Легіслатура штату Нью-Йорк у відповідь на велику корумпованість Департаменту поліції Нью-Йорку, який був підконтрольним меру Фернандо Вулу, створила новий департамент і наказала розформувати старий. Новий департамент мав керуватися п'ятьма комісарами, які призначалися губернатором. Нова комісія наказала меру Вуду розформувати старий департамент та передати все майно новому, але Вуд відмовився це робити і почалась кількамісячна війна між новим та старим департаментом. Новий департамент налічував 307 офіцерів проти 815 в старому. Це закінчилось тим, що під загрозою арешту мер Вуд був змушений прийняти умови уряду штату.
Протягом 19 століття Департамент поліції Нью-Йорка часто звинувачували у поліцейській жорстокості. Офіцери часто застосовували кийки, навіть проти тих, хто скоїв незначні порушення. Частіше за все це траплялось в бідних іммігрантських районах Five Points, Lower East Side та Tenderloin. Також 13 січня 1874 року поліція жорстоко розігнала демонстрацію на площі Томпкінс, що спричинило бунт. Також у департаменті була дуже поширена корупція. Поліцейські брали хабарі від бізнесменів та «кришували» незаконний бізнес, зокрема незаконний продаж лікеру. Поліція також служила політичним цілям, наприклад на виборчих дільницях, де вони закривали очі на вкидання бюлетенів та інші види фальсифікацій.
В 1894 році був створений комітет Лексоу для розслідування корупції в поліцейському департаменті. Комітет розробив рекомендації реформ, включаючи пропозицію про запровадження системи цивільної служби. Розслідування щодо корупції в департаменті відбувались досить часто. Було ще багато таких комісій, включаючи комісію Кнаппа в 1970их та комісію Моллена в 1990их.
На початку 20-го століття професійність департаменту почала рости під керівництвом комісара Теодора Рузвельта. Завдяки науковому прогресу в департаменті почали з'являтися нові відділи, наприклад саперний в 1905, автомобільний в 1919 та авіаційний в 1929. Також департамент був серед перших правоохоронних органів, які почали використовувати відбитки пальців та фотографії.
В 1911 департамент найняв першого офіцера-афроамериканця Семюеля Беттла.
Під час економічного спаду 1970-х в місті настали складні часи. В Бронксі почалася епідемія підпалів, в місті панувала атмосфера беззаконня. При цьому ще й було зменшене фінансування департаменту. В департаменті знов панувала корупція. Офіцер департаменту Френк Серпіко написав книгу про корупцію в поліцейському департаменті Нью-Йорка, за мотивами якої був знятий фільм та серіал.
Після цього з кінця 1980-х до початку 1990-х місто накрила «крекова епідемія», через що в місті був дуже високий рівень вбивств. В 1990 році в Нью-Йорку, де тоді проживало 7.3 мільйони осіб, було здійснено 2262 вбивства. Цей рекорд не побило ще жодне інше велике місто США.
В середині 1990-х рівень злочинності почав знижуватись завдяки запровадженню системи CompStat, політики «розбитих вікон», затуханню «крекової епідемії» та демографічним змінам.
Під час подій 11 вересня 2001 року через обвал будівель Всесвітнього торгового центра загинуло 23 офіцери поліцейського департаменту, що є більше ніж за будь який інший рік.

## Звання та служба

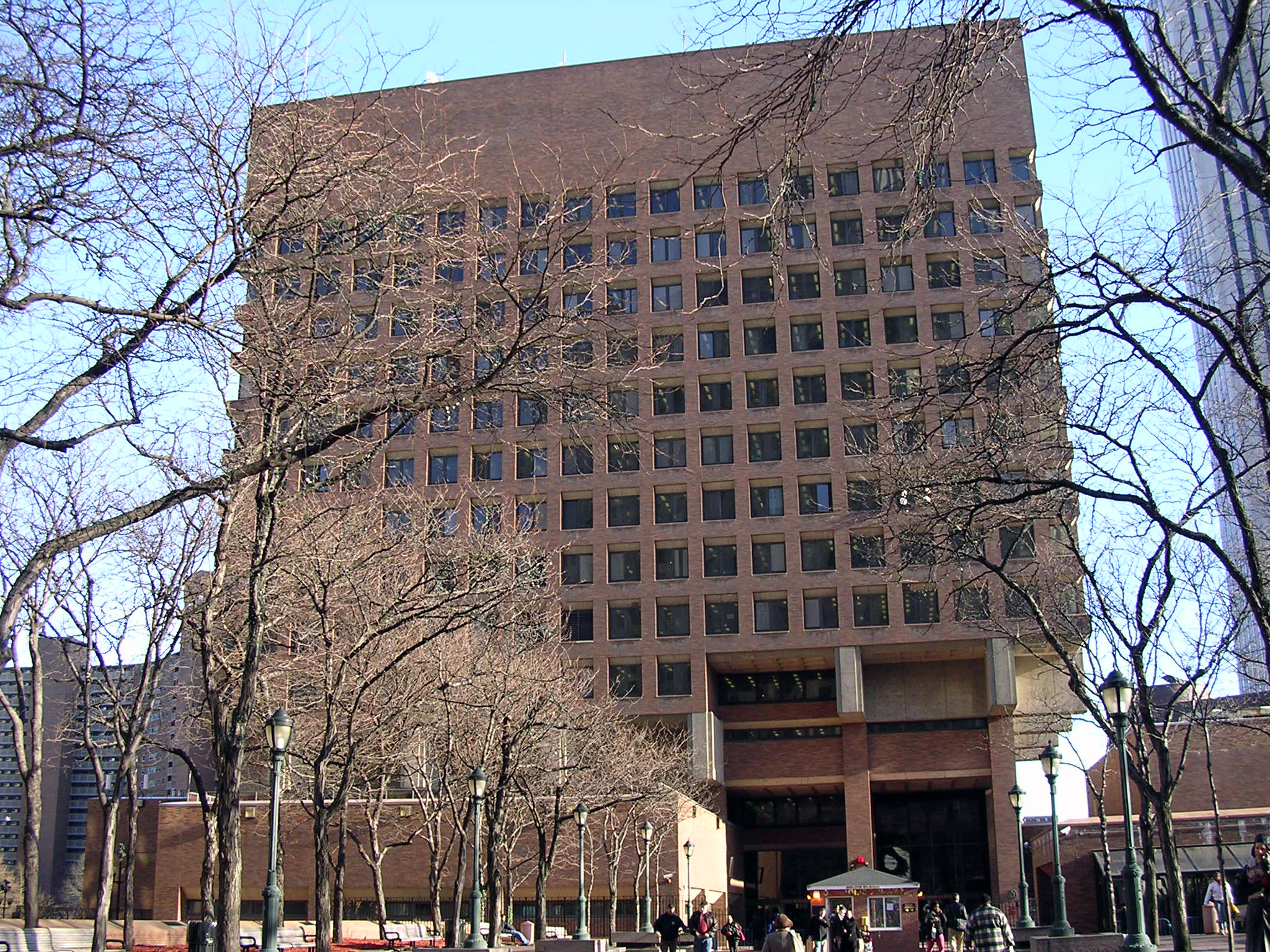
Штаб квартира Департаменту поліції Нью-Йорка

Поліцейські починають службу зі званням «Офіцер на випробуванні». Після успішного закінчення шестимісячного навчання в поліцейській академії та складання тестів з академічної, фізичної та тактичної підготовки поліцейські проходять 18-місячний випробувальний період.
Підвищення до звань сержанта, лейтенанта чи капітана відбуваються після складання відповідних екзаменів. Підвищення до звань інспектора та вище відбуваються на розсуд комісара після складання екзаменів.
Детективи прикріплені до своїх відділків і їх обов'язками є розслідування вбивств, зґвалтувань, крадіжок, пограбувань та інших злочинів на території закріпленій за відділком. Є також детективи які працюють в загальноміських командах з розслідування тероризму, організованої злочинності, вимагання, расових злочинів, корупції, викрадень, значних шахрайств та пограбувань банків чи музеїв, корупції в поліції та інших складних чи резонансних справ. також до кожного з п'яти окружних прокурорів Нью-Йорка прикріплені детективи.
| Назва                  | Знак                                            | Уніформа                                        |
| ---------------------- | ----------------------------------------------- | ----------------------------------------------- |
| Голова департаменту    |                                                 | Біла сорочка та кашкет із золотим значком       |
| Голова бюро            |                                                 | Біла сорочка та кашкет із золотим значком       |
| Помічник голови        |                                                 | Біла сорочка та кашкет із золотим значком       |
| Заступник голови       |                                                 | Біла сорочка та кашкет із золотим значком       |
| Інспектор              |                                                 | Біла сорочка та кашкет із золотим значком       |
| Заступник інспектора   |                                                 | Біла сорочка та кашкет із золотим значком       |
| Капітан                |                                                 | Біла сорочка та кашкет із золотим значком       |
| Лейтенант              |                                                 | Біла сорочка та кашкет із золотим значком       |
| Сержант                |                                                 | Темно-синя сорочка та кашкет із золотим значком |
| Детектив               |                                                 | Темно-синя сорочка та кашкет із золотим значком |
| Офіцер                 | Темно-синя сорочка та кашкет із срібним значком |                                                 |
| Офіцер на випробуванні | Темно-синя сорочка та кашкет із срібним значком |                                                 |
| Рекрут                 | Сіра сорочка та чорна пілотка                   |                                                 |
| Кадет                  | Сіра сорочка та чорна пілотка                   |                                                 |

## Структура
Департамент поліції Нью-Йорка очолюють комісар — цивільний керівник, якого призначає Мер Нью-Йорка, та найголовніший офіцер — голова департаменту. Комісар також має заступників та помічників.
Департамент має в своєму складі 9 бюро які поділяються на секції, відділи і команди, а також на бюро, відділки і детективні команди. Кожне бюро очолює голова бюро. Також є декілька команд (наприклад CompStat), які не належать жодному бюро і підпорядковуються безпосередньо комісару.
Є 19 заступників, кожен з яких займається якоюсь певною діяльністю:
- Заступник комісара з управління
- Заступник комісара з політики співпраці
- Заступник комісара з розвідки та контртероризму
- Заступник комісара з внутрішніх справ
- Заступник комісара з менеджменту та бюджету
- Заступник комісара з інформаційних технологій
- Заступник комісара з правових питань
- Заступник комісара з адвокатського офісу
- Заступник комісара з стратегічних комунікацій
- Заступник комісара з операцій
- Заступник комісара з персоналу
- Заступник комісара з публічної інформації
- Заступник комісара з судових справ
- Заступник комісара з забезпечення умов праці
- Заступник комісара з трудових відносин
- Заступник комісара з охорони праці
- Заступник комісара зі стратегічних ініціатив
- Заступник комісара з підготовки кадрів
- Заступник комісара з служб підтримки

Бюро:
- Бюро зі справ суспільства
- Бюро з патрулювання
- Бюро з дорожнього руху — слідкує за дотриманням правил дорожнього руху та контролює дорожній рух, забезпечує безпеку на автотрасах.
- Бюро з охорони будинків — охороняє державне житло та його 420 000 мешканців в Нью-Йорку.
- Бюро з транспорту — охороняє Нью-Йоркський метрополітен та інші транспортні системи та об'єкти.
- Детективне бюро — запобігає та розслідує злочини. Поділяється на Відділ
- Бюро з організованої злочинності — розслідує та запобігає організованій злочинності в Нью-Йорку. Це робиться за допомогою розслідувань та інформаторів. Також бюро має поліцейських під прикриттям, які проникають в різні злочинні організації. Головними суперниками бюро є Італійська мафія, Ірландська мафія, Китайська мафія та Російська мафія. Бюро тісно співпрацює з Нью-Йоркським відділенням ФБР.
- Бюро з контртероризму
- Бюро з розвідки

Бюро з патрулювання поділяється на 8 бюро, які поділяються на 77 відділків:
- Манхеттен-південь (відділки 1, 5-7, 9, 10, 13, 14, 17 та 18)
- Манхеттен-північ (відділки 19, 20, 22-26, 28, 30 та 32-34)
- Бронкс (відділки 40-50 та 52)
- Бруклін-південь (відділки 60-63, 66-72, 76 та 78)
- Бруклін-північ (відділки 73, 75, 77, 79, 81, 83, 84, 88, 90 та 94)
- Квінс-південь (відділки 100—103, 105—107 та 113)
- Квінс-північ (відділки 104, 108—112 та 114—115)
- Стетен-айленд (відділки 120—123)

Також в Бюро з патрулювання є спеціальні підрозділи:
- Підрозділ надзвичайних ситуацій. Надає спеціалізовану допомогу іншим підрозділам департаменту. Підрозділ має власну кінологічну службу яка допомагає в пошуку злочинців та зниклих осіб. Також функціонує як спецназ і займається ситуаціями з заручниками. Значно допомагає Пожежному департаменту Нью-Йорка, зокрема в рятувальних операціях на воді, запобіганню спроб самогубства, рятувальних операціях при обвалах будинків та автомобільних аваріях.
- Авіаційний підрозділ. Заснований в 1928 році, заявляє що є найстарішим поліцейським авіаційним підрозділом в світі, але це оспорюється Міською поліцією Лондона. Базується в Брукліні. Підрозділ заявляє що може дістатися будь-якої точки міста за 15 хвилин.
- Водний підрозділ та команда водолазів. Водний підрозділ був заснований 15 березня 1858 року для боротьби з піратством. Тоді він складався з п'яти офіцерів. Після 11 вересня 2001 до обов'язків водного підрозділу додалась протидія тероризму. До початку 1970-х поліцейських департамент користувався послугами водолазних компаній, але потім була створена власна водолазна команда. Сьогодні команда налічує приблизно 30 офіцерів. На відміну від багатьох інших поліцейських департаментів офіцери цієї команди працюють водолазами весь час, а не частину часу, за винятком деяких патрульних офіцерів, які пройшли водолазну підготовку. Також два водолази з цієї команди постійно прикріплені до авіаційного підрозділу.
- Кінний підрозділ. Створений в 1858 році. В ньому служать 80 офіцерів та 75 коней.
- Допоміжна поліція. Складається з добровольців, які працюють безкоштовно і озброєні лише кийками. Також мають при собі рацію та наручники. Вони допомагають офіцерам поліції контролювати натовп чи рух транспортних засобів під на місцях проведення спеціальних заходів та на місцях надзвичайних подій. В ній працює приблизно 4500 допоміжних поліцейських.

Спеціальні підрозділи департаменту:
- Підрозділ протидії злочинам. Його офіцери стараються бути непомітними, тому носять цивільний одяг та їздять на цивільних машинах. Їх задачею є заарештувати злочинця під час скоєння злочину.
- Центр відслідковування злочинів. Розташований на восьмому поверсі штаб-квартири департаменту. Центр збирає інформацію про всі злочини в базу даних та організовує зручний пошук по ним.
- Стратегічна група реагування. Реагує на масові безлади. та на ситуації пов'язані з тероризмом.
- Підрозділ технічної допомоги. Забезпечує допомогу з технічними засобами іншим бюро або правоохоронним органам.
- Телевізійний підрозділ. Забезпечує безпеку під час зйомок фільмів чи серіалів, особливо на автотрасах та в людних місцях.
- Підрозділ місць злочинів. Забезпечує збір доказів та інші дії на місцях вбивств чи сексуальних злочинів, а також допомагають іншим підрозділам і агентствам із експертизою.
- Команда збору доказів. Збирає докази на місцях злочинів, які не підпадають під діяльність Підрозділу місць злочину.
- Підрозділ шкільної безпеки.
- Кадетський підрозділ. Є деякою формою інтернатури Департаменту поліції Нью-Йорка.
- Підрозділ платних послуг. Приватні компанії в Нью-Йорку можуть наймати офіцерів з цього підрозділу для охорони.

## Domain Awareness System
В серпні 2008 Безпекова ініціатива Нижнього Манхетена спільно з Департаментом поліції Нью-Йорка та компанією Microsoft розробили програму «Domain Awareness System» для моніторингу Нью-Йорка. Програма дозволила департаменту слідкувати за цілями та отримувати детальну інформацію про них. Система поєднує 6000 тисяч камер спостережень по всьому Нью-Йорку, а також інші пристрої. Камери можуть ідентифікувати розміри та форму неопізнаних «підозрілих» об'єктів та можуть відстежувати певну особу за лічені секунди, наприклад програма може моментально знайти людину «в червоній сорочці». Запровадження програми закінчилось в 2012 році. Розробка програми коштувала приблизно 40 млн доларів. Інші міста також почали використовувати цю програму пізніше.

## Транспортні засоби

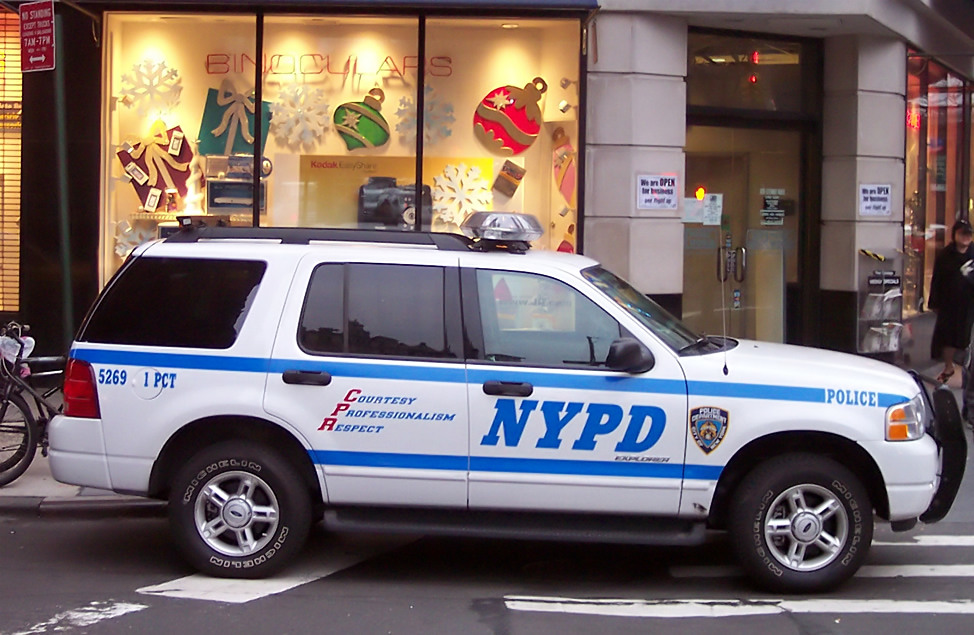
Ford Explorer
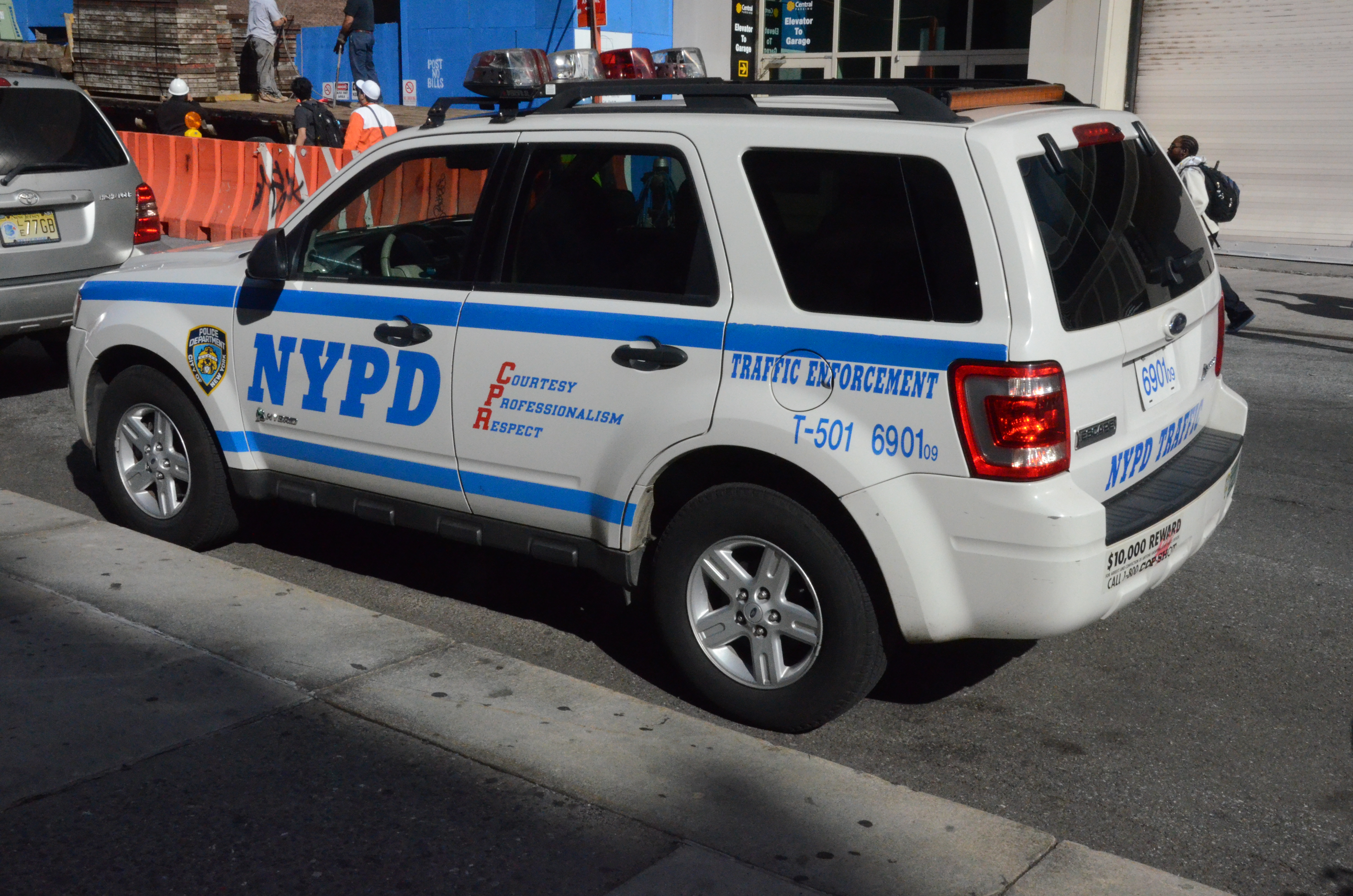
Ford Escape

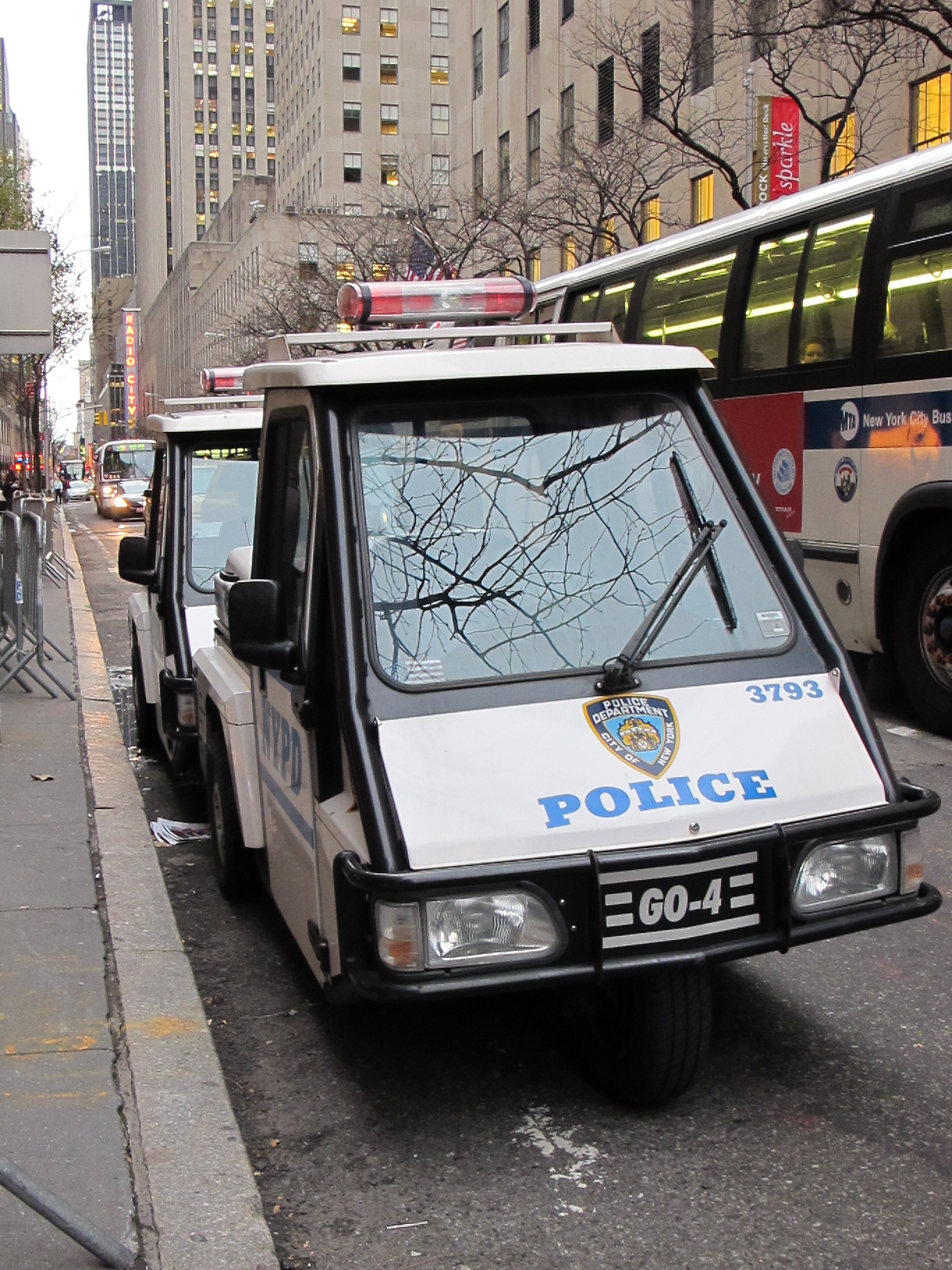
Westward Go-4
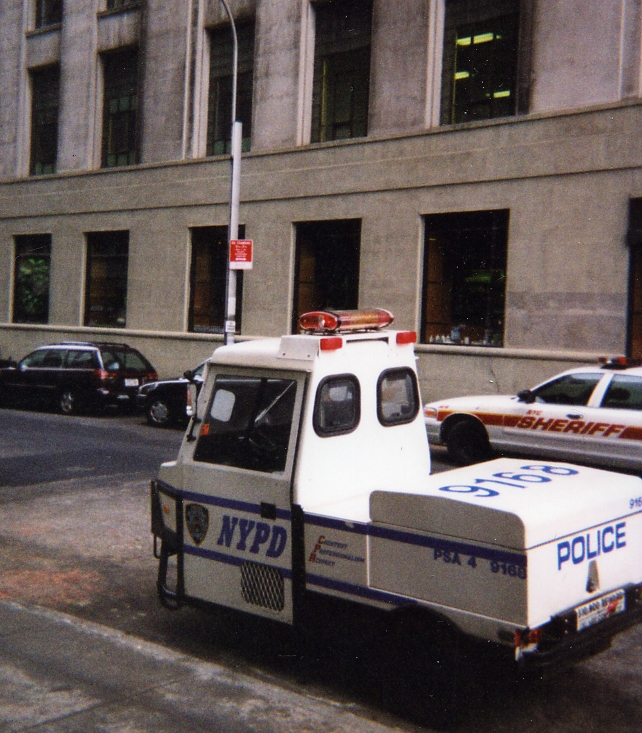
Cushman

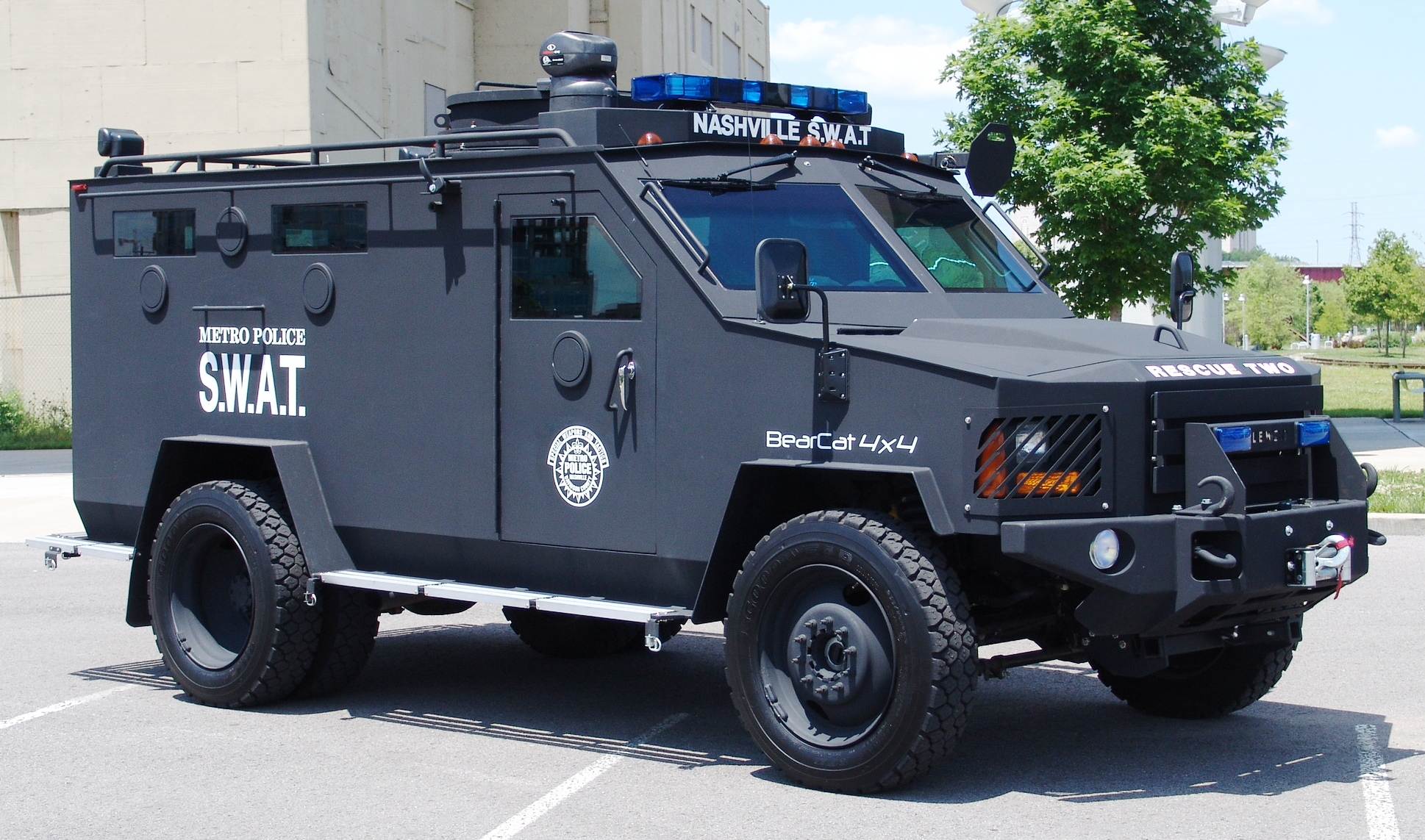
Lenco BearCat
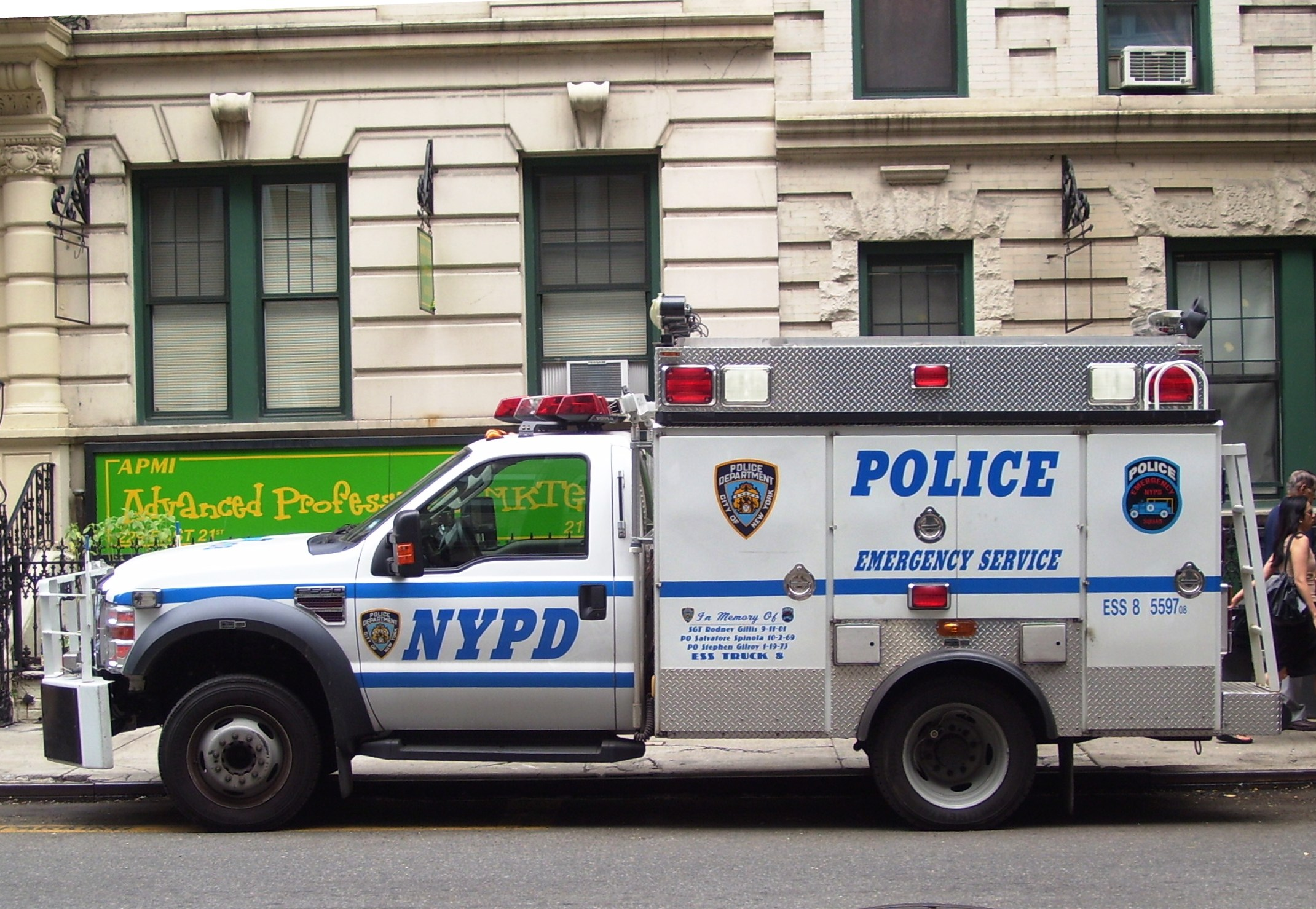
Ford F-550
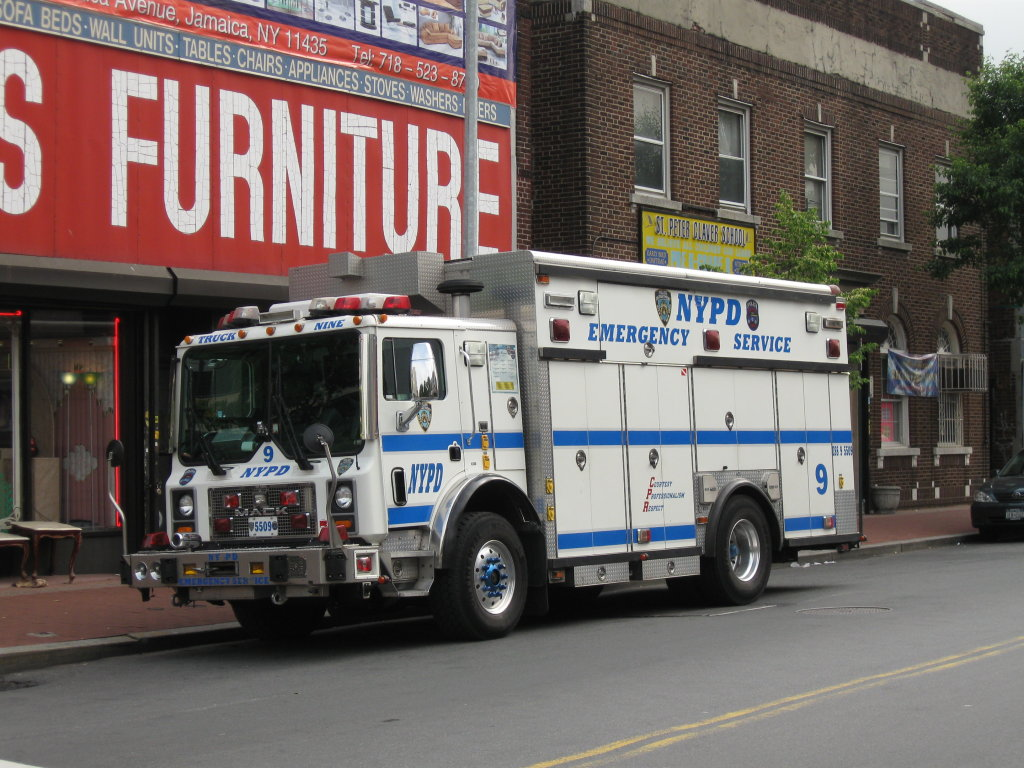
Mack

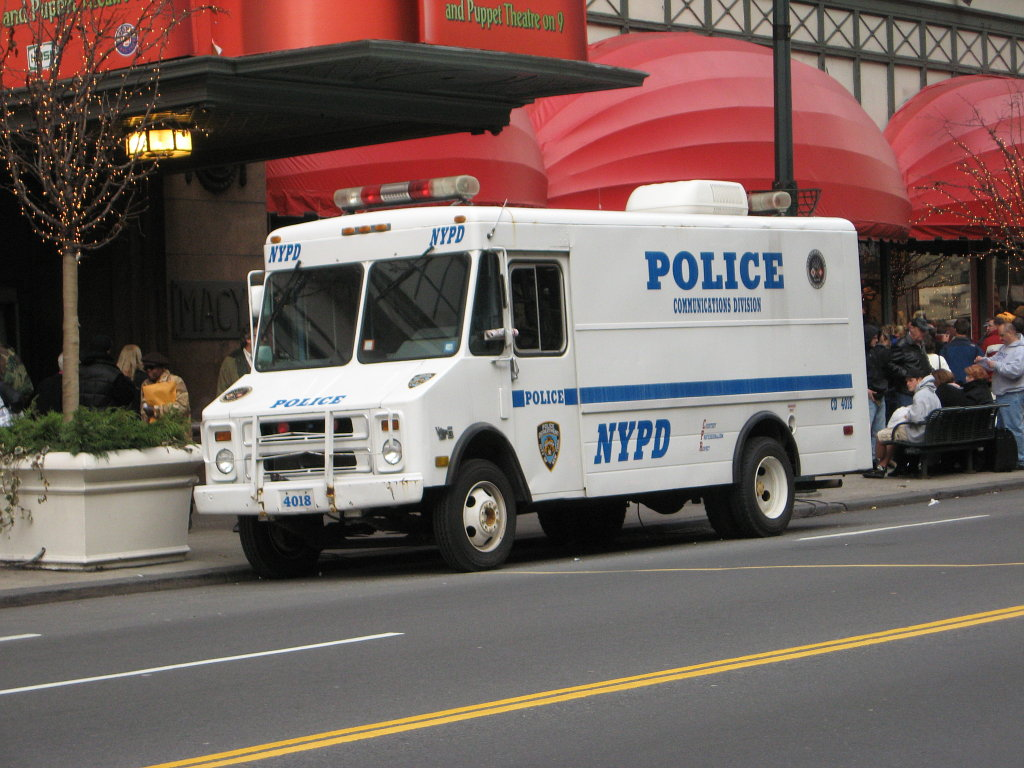
Chevrolet

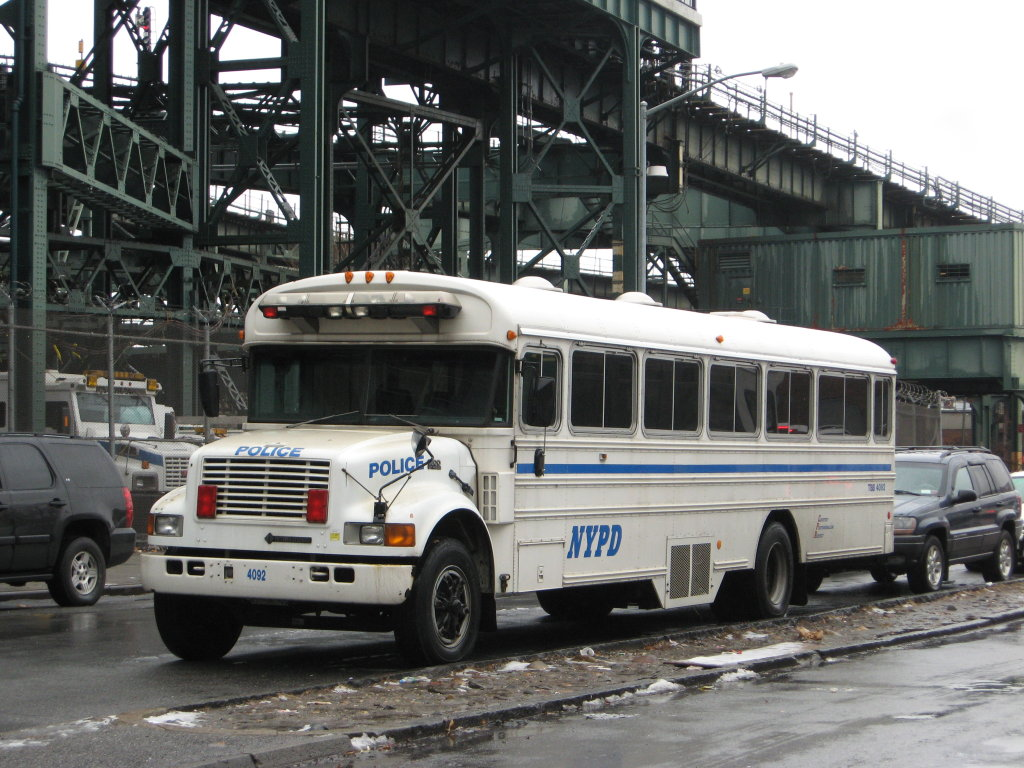
AmTran
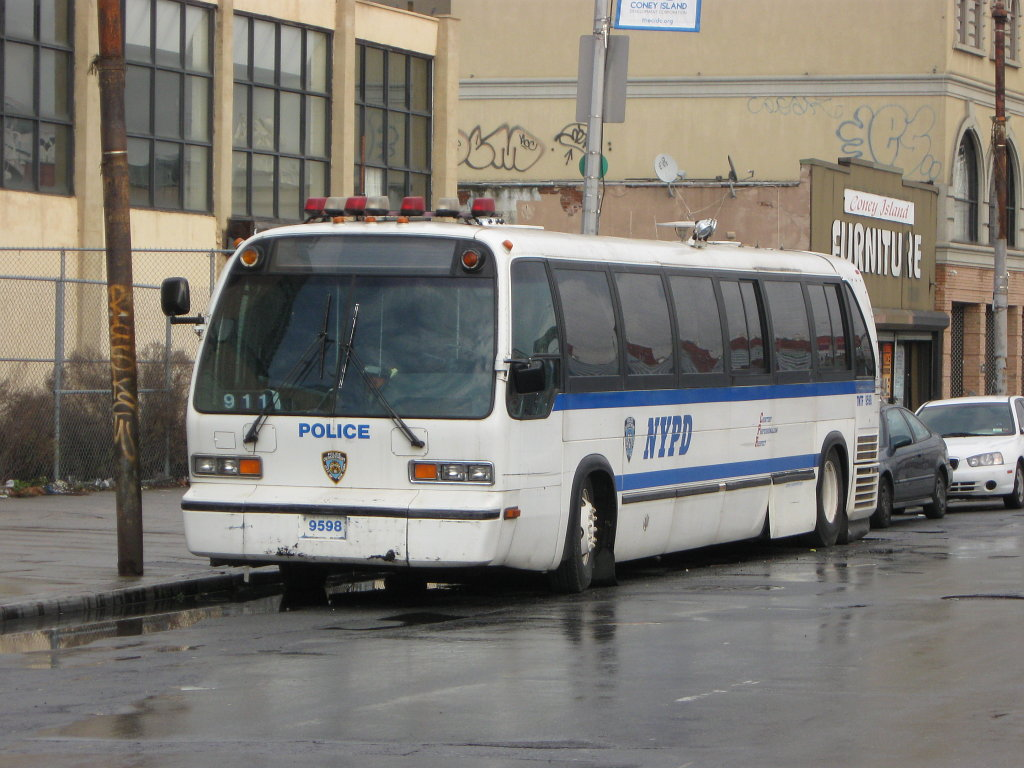
TMC
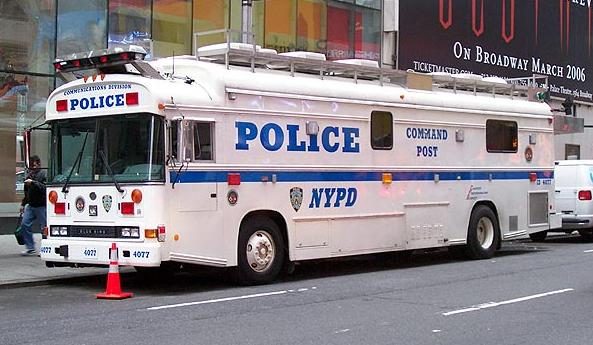
Blue Bird

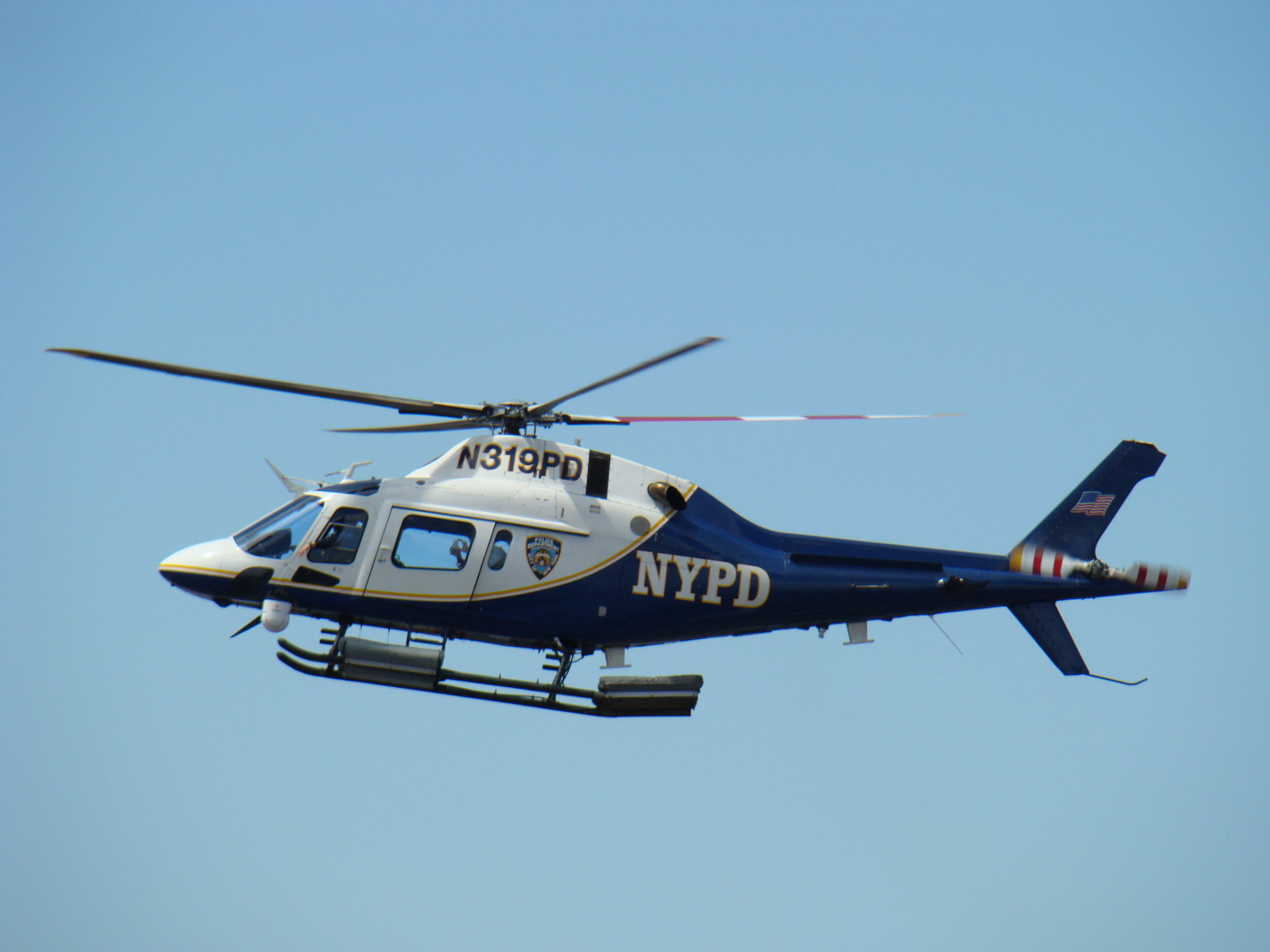
AgustaWestland

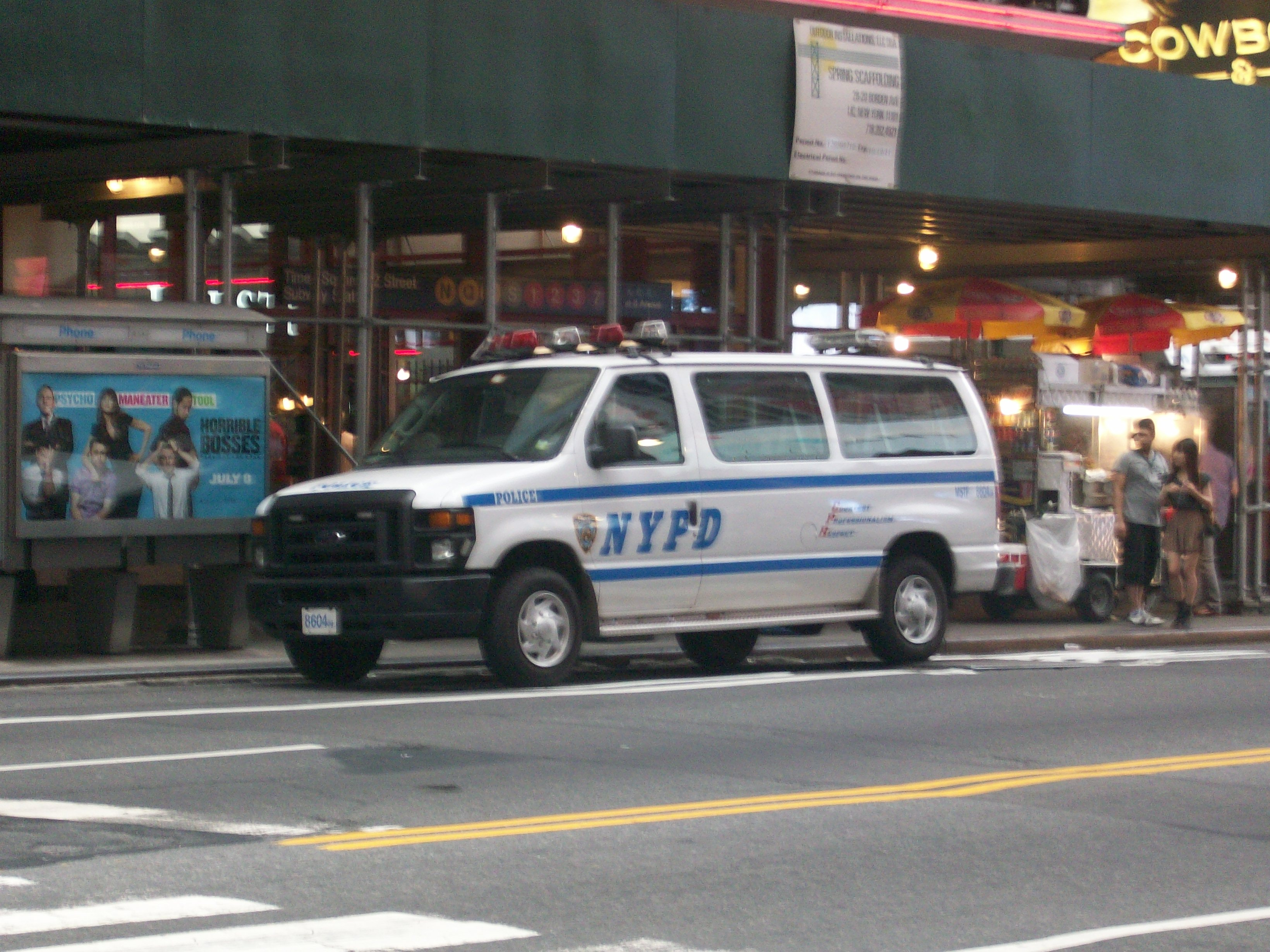
Ford E-Series
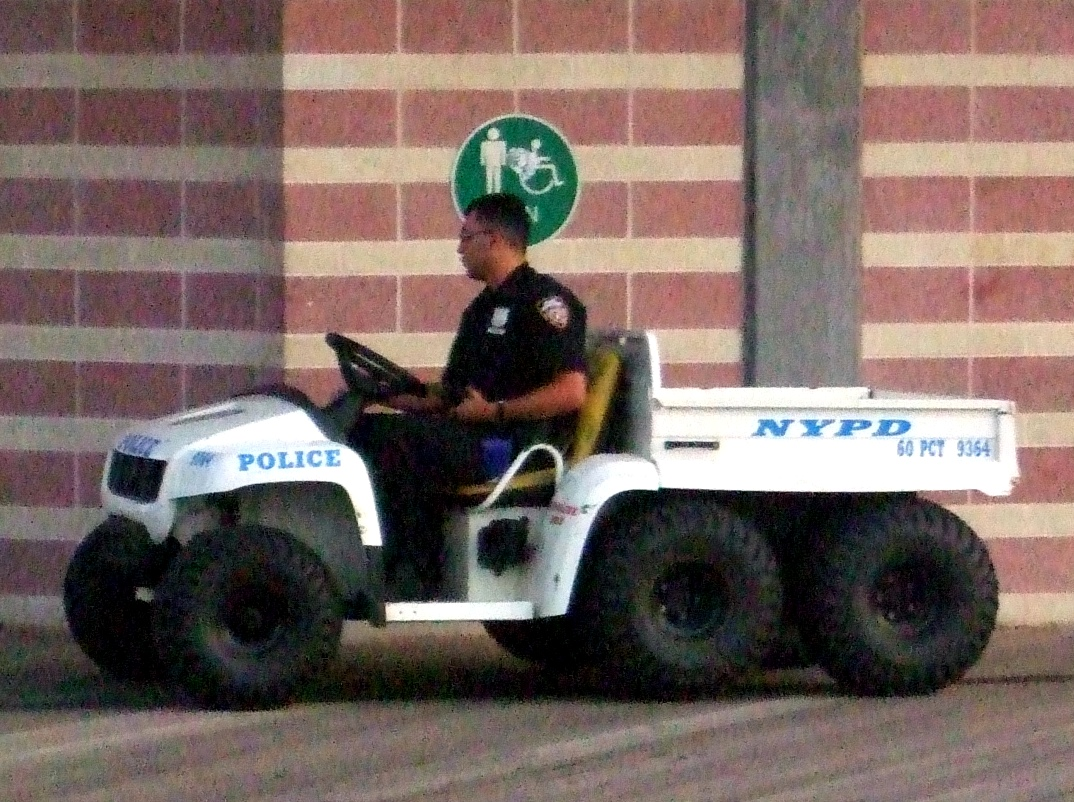
John Deere

Автомобілі Департаменту поліції Нью-Йорка є білими з двома горизонтальними синіми стрічками на кожній стороні. Над передніми колесами поверх верхніх стрічок написано синіми дрібними буквами «POLICE». Між стрічками на передніх дверях написано синіми великими літерами «NYPD», а перед цим написом намальований герб департаменту. На задніх дверях написано маленькими синіми літерами (перші літери кожного слова червоні) «Courtesy, Professionalism, Respect», при чому кожне слово з нового рядка. На номерних знаках та на задніх бічних панелях написані синіми великими цифрами номер екіпажа та маленькими номер відділку.
Бюро з дорожнього руху окрім звичайних також використовує чорні автомобілі з білими стрічками та написами. Такі ж автомобілі іноді використовує Допоміжна поліція.
Легкові автомобілі

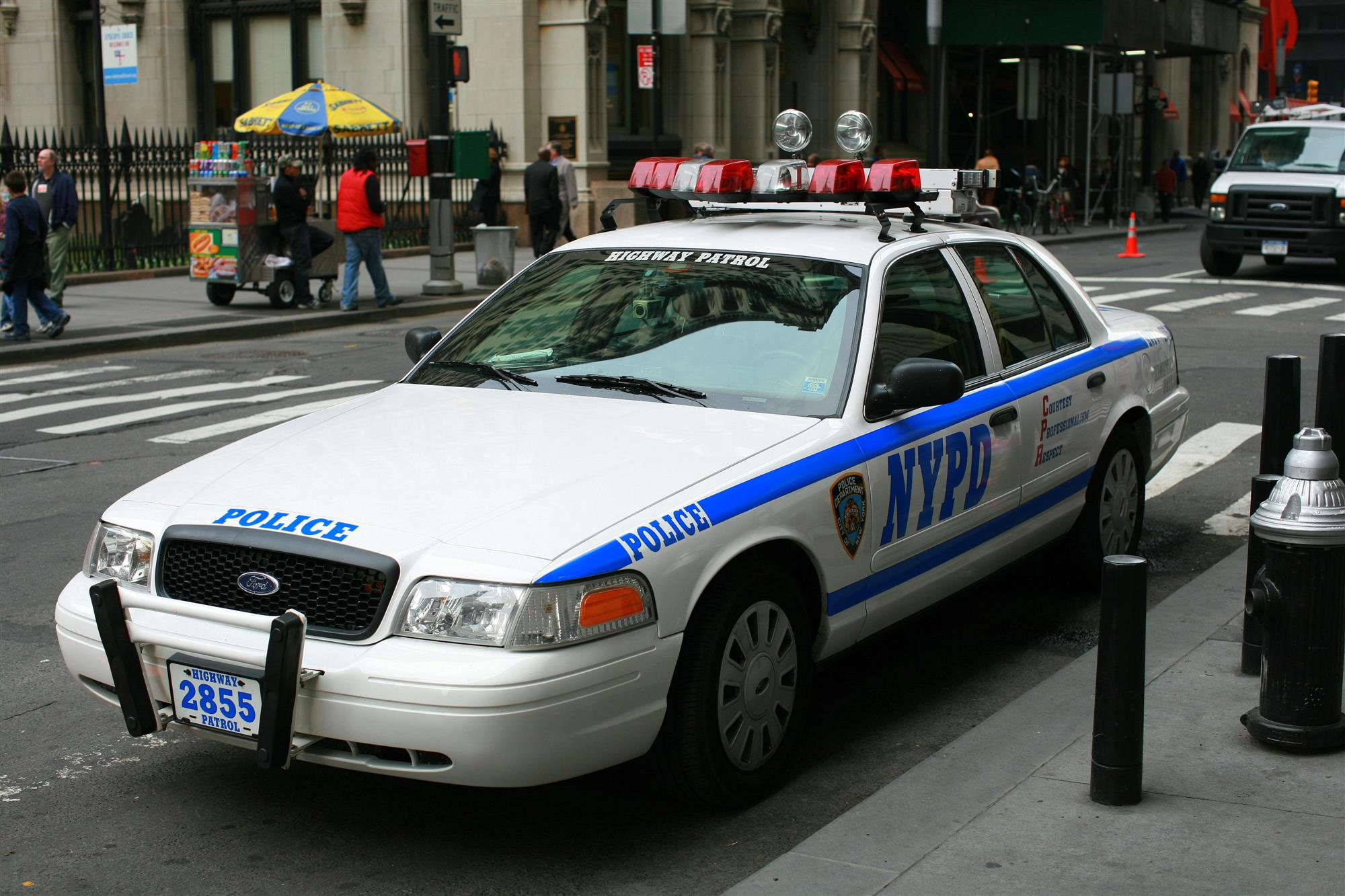
Ford Crown Victoria
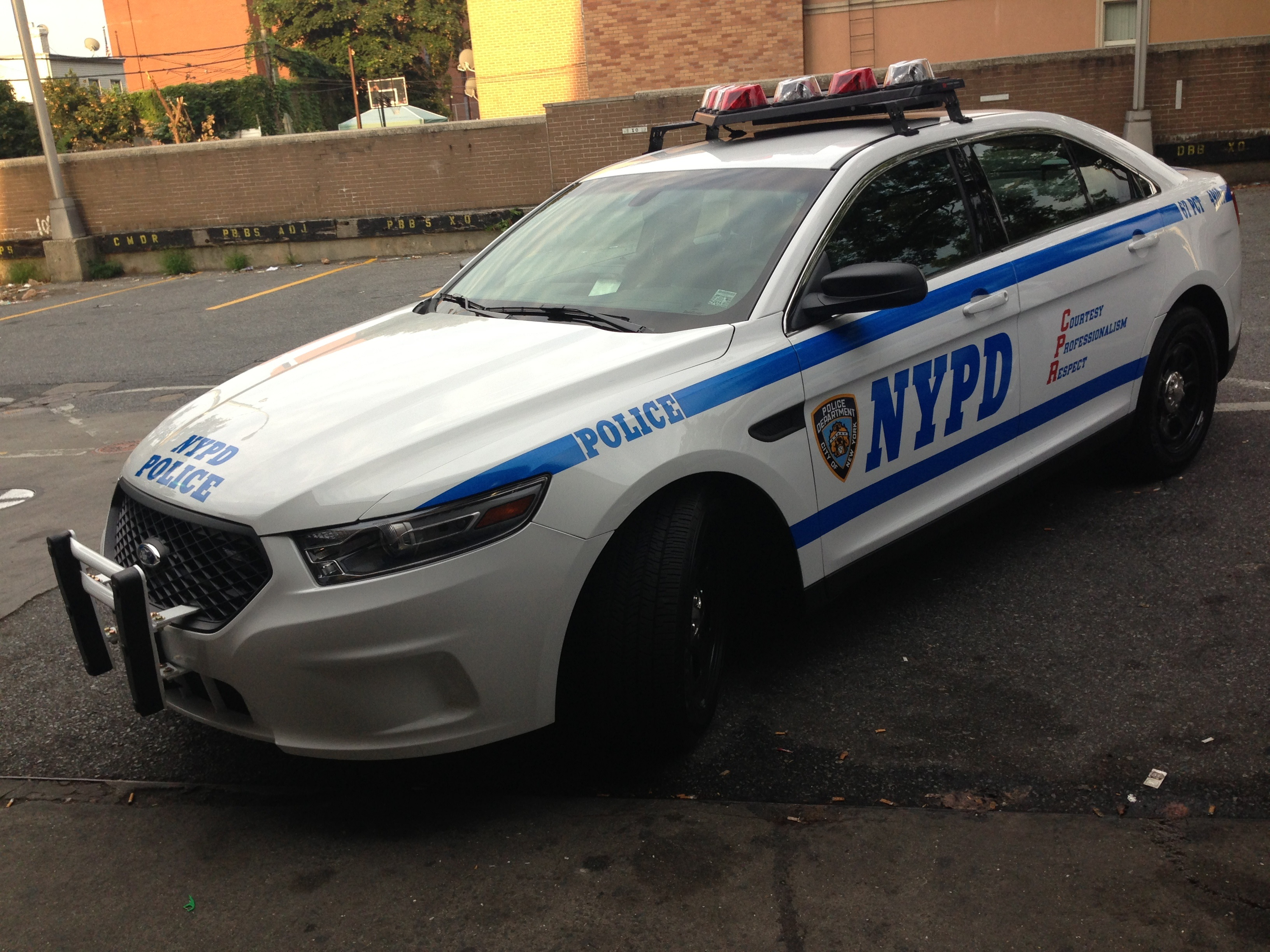
Ford Taurus
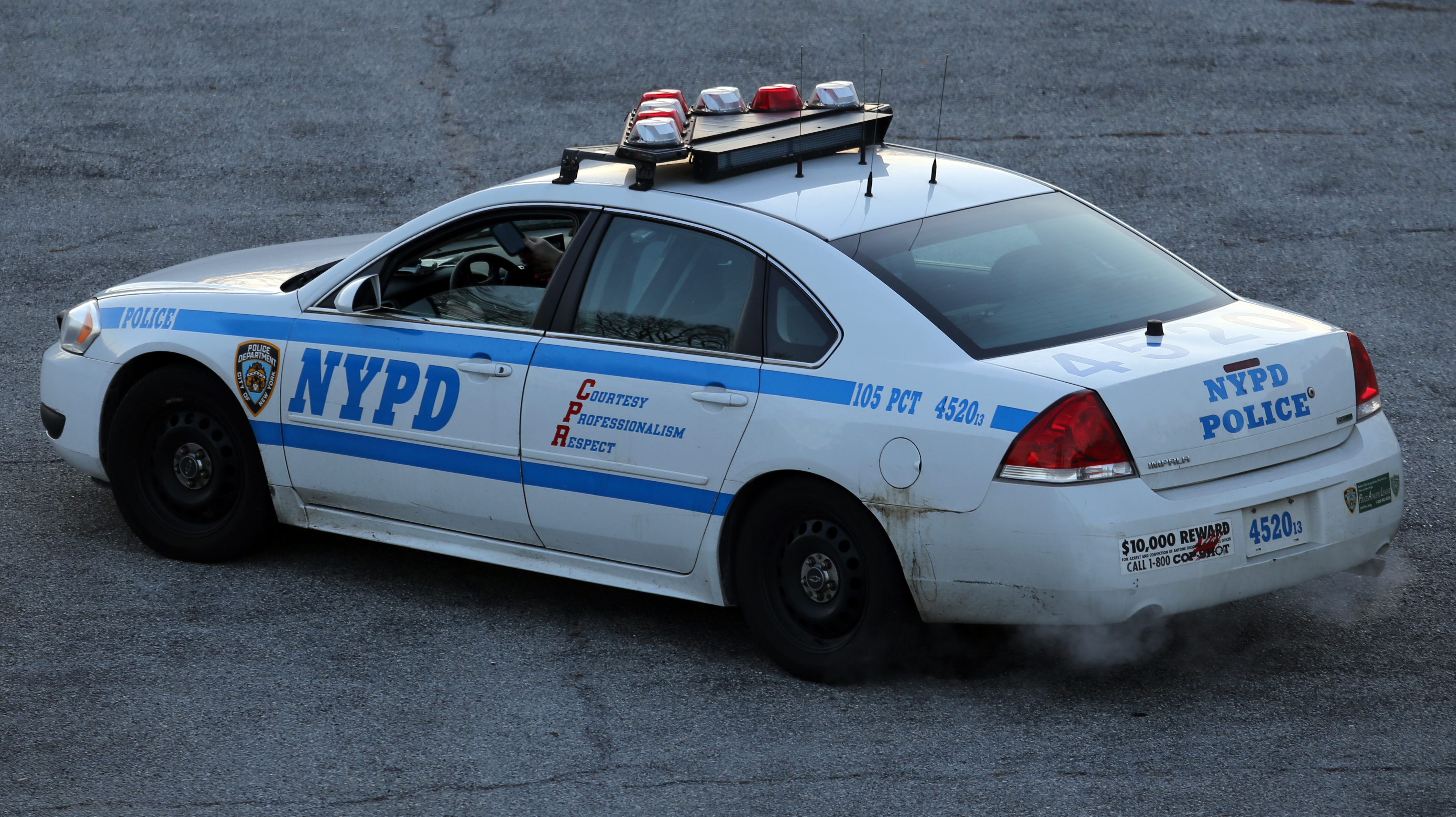
Chevrolet Impala
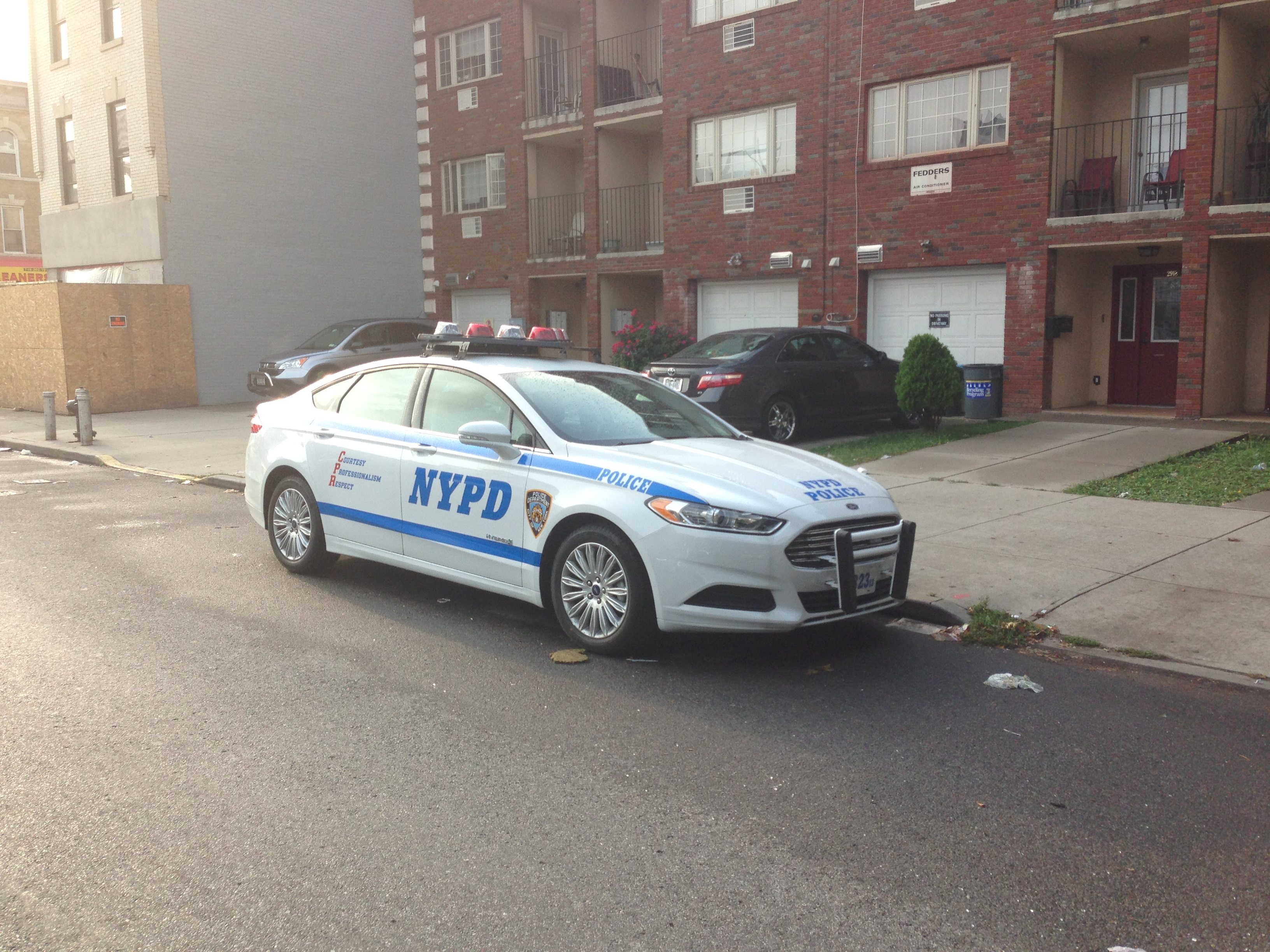
Ford Fusion
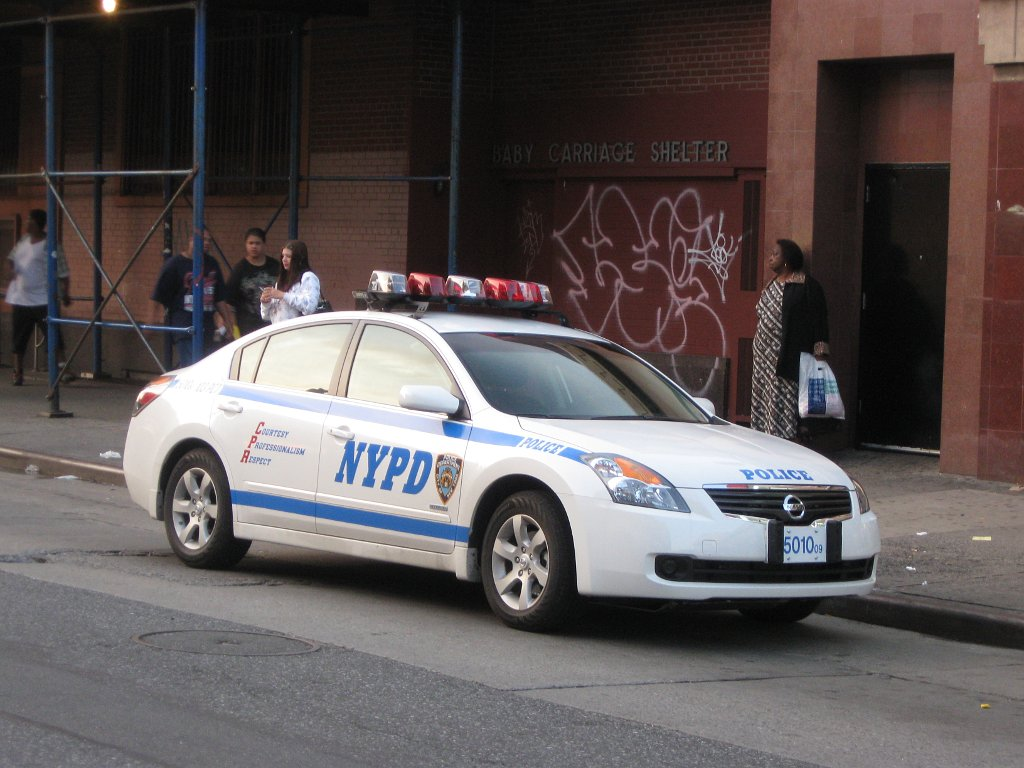
Altima
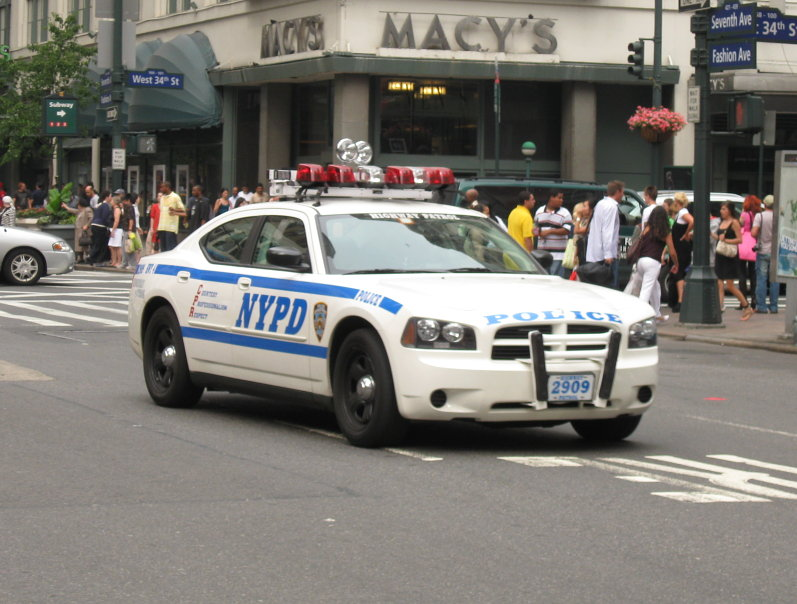
Dodge Charger
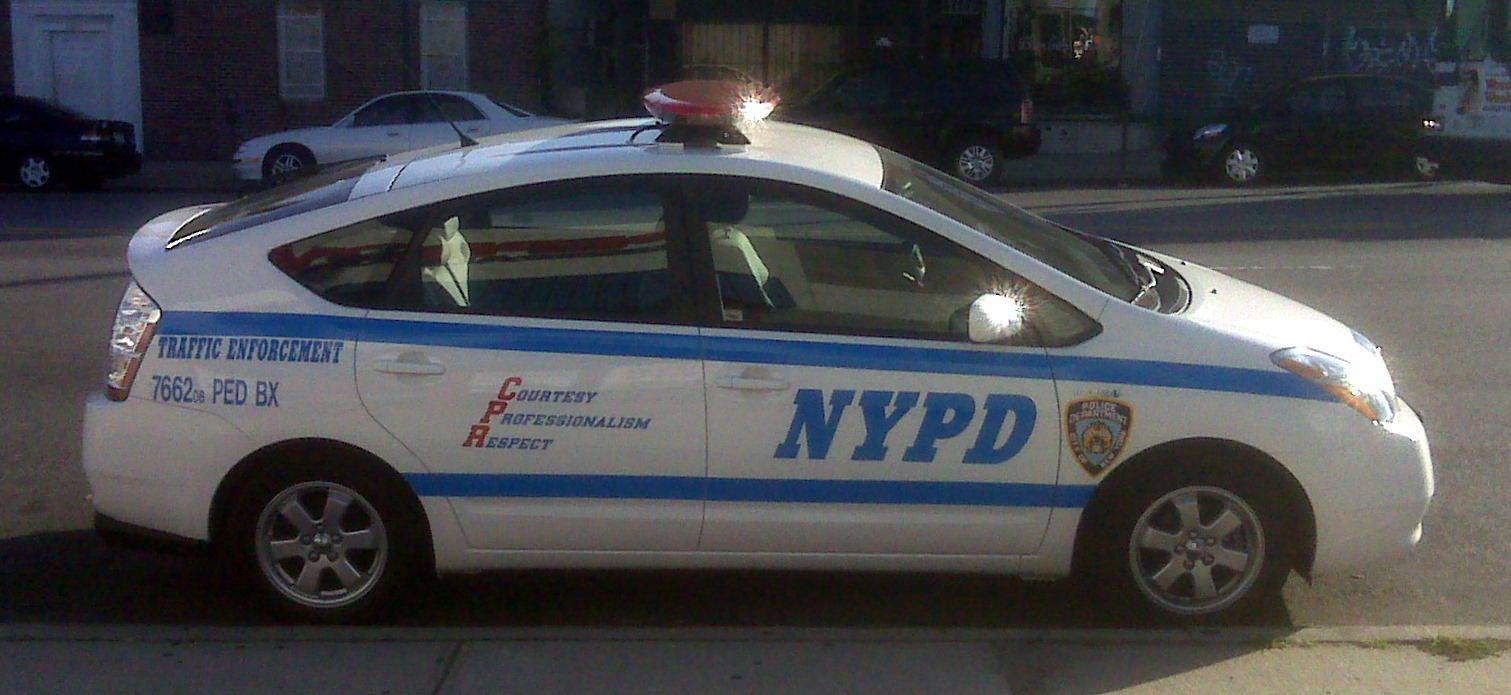
Toyota Prius
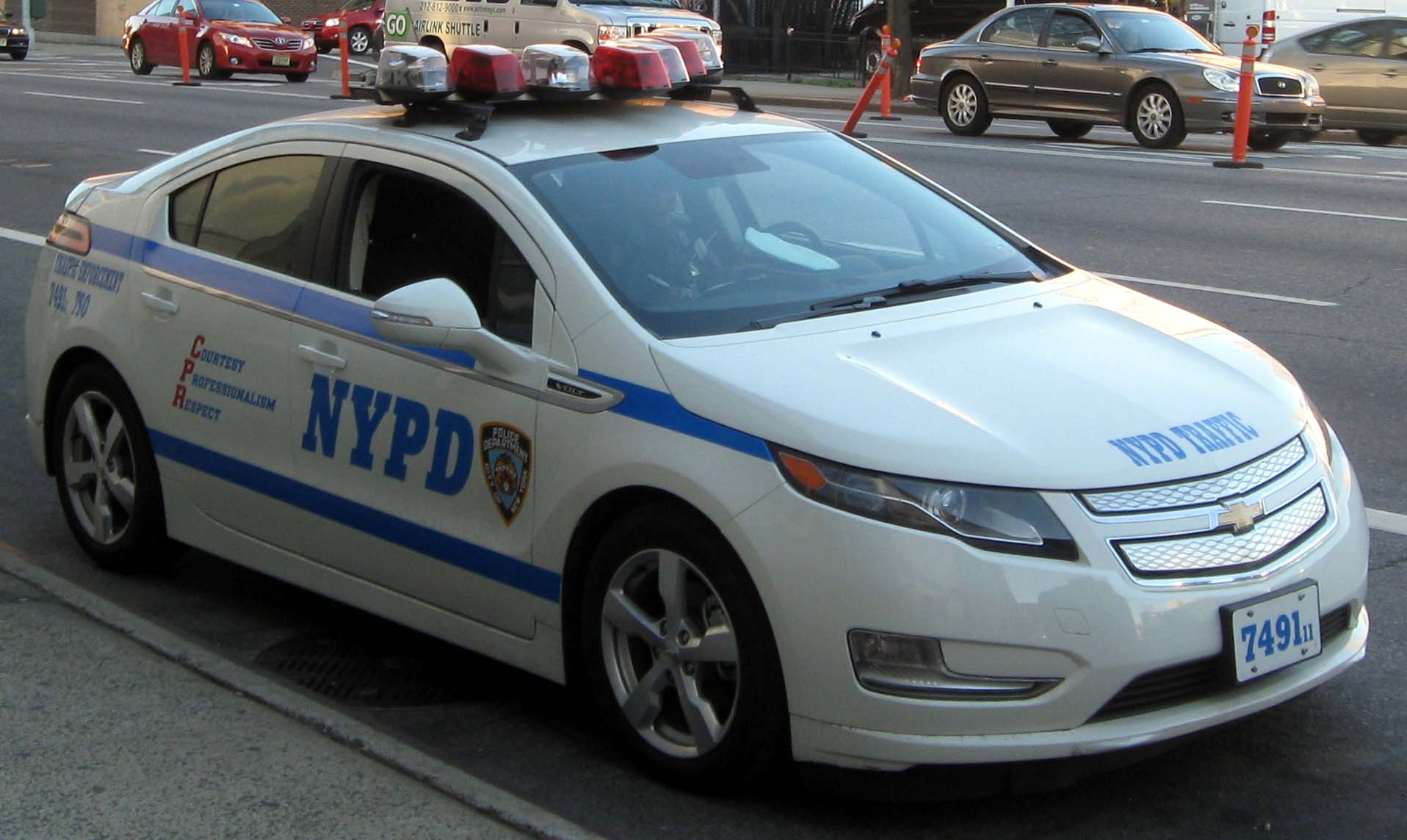
Chevrolet Volt

Позашляховики
- Ford Explorer
- Ford Escape

Скутери
- Westward Go-4
- Cushman

Автомобілі Підрозділу надзвичайних ситуацій
- Lenco BearCat
- Ford F-550
- Mack

Автомобілі зв'язку
- Chevrolet

Автобуси
- AmTran
- TMC
- Blue Bird

Гелікоптери
- AgustaWestland

Інші
- Ford E-Series
- John Deere

## Зброя
Поступаючи на службу в Департамент поліції Нью-Йорка офіцери можуть вибрати один з пістолетів: SIG-Sauer P226, Glock 19 або Smith & Wesson 5946. Всі ці пістолети використовують кулі 9×19 мм Парабелум. Офіцери, яким видали револьвери до переходу на пістолети в 1994 році, можуть продовжити їх використовувати. Використовуються дробовики Ithaca 37, які поступово витісняються новішими Mossberg 500. Офіцери спеціальних підрозділів озброєні автоматами Colt M4A1, AR-15, Ruger Mini-14, Heckler & Koch MP5 та снайперськими гвинтівками Remington 700.

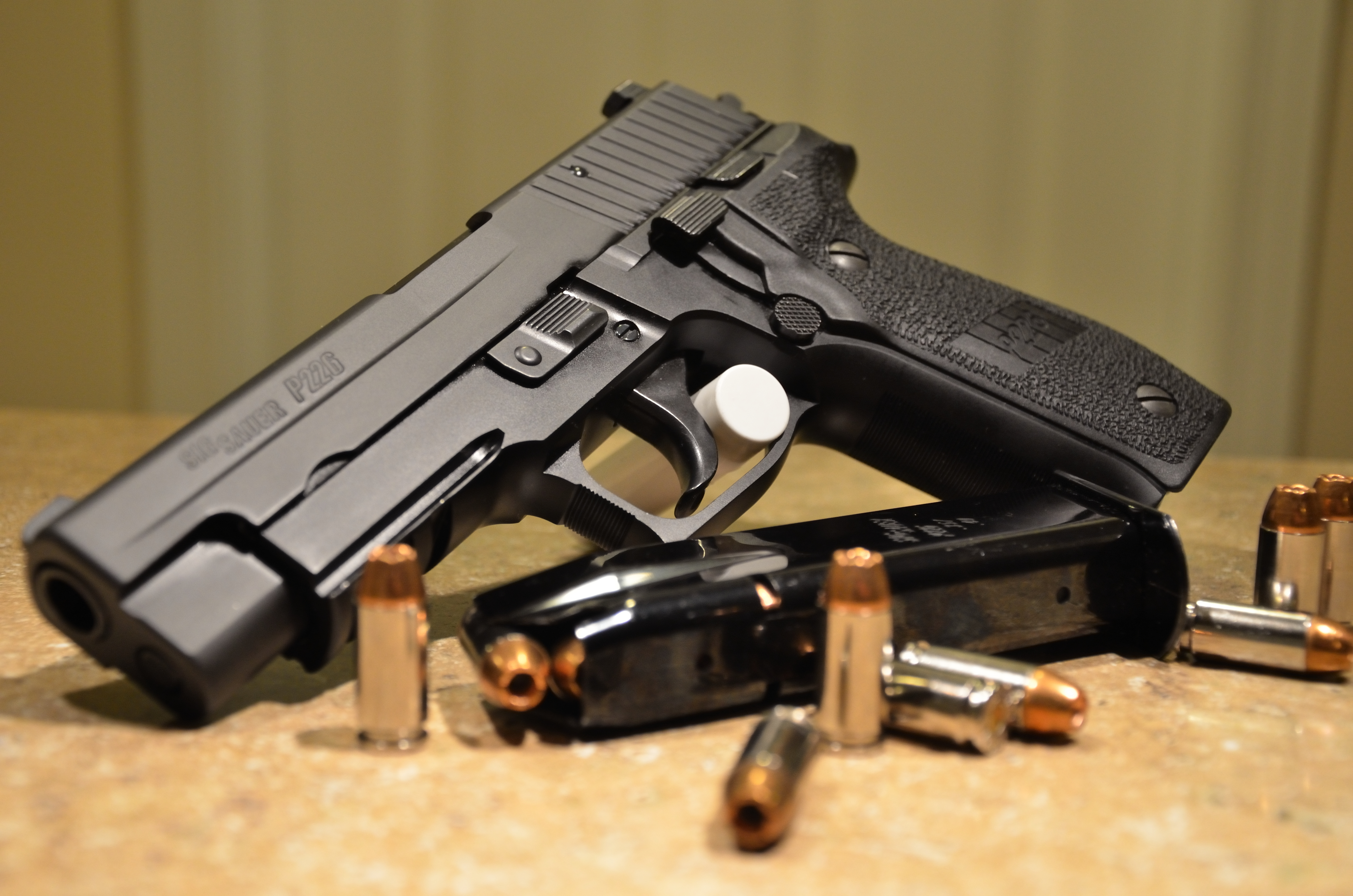
SIG-Sauer P226
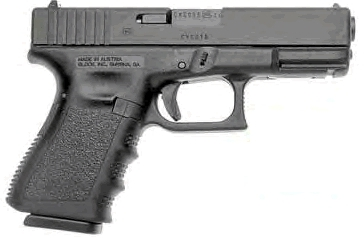
Glock 19
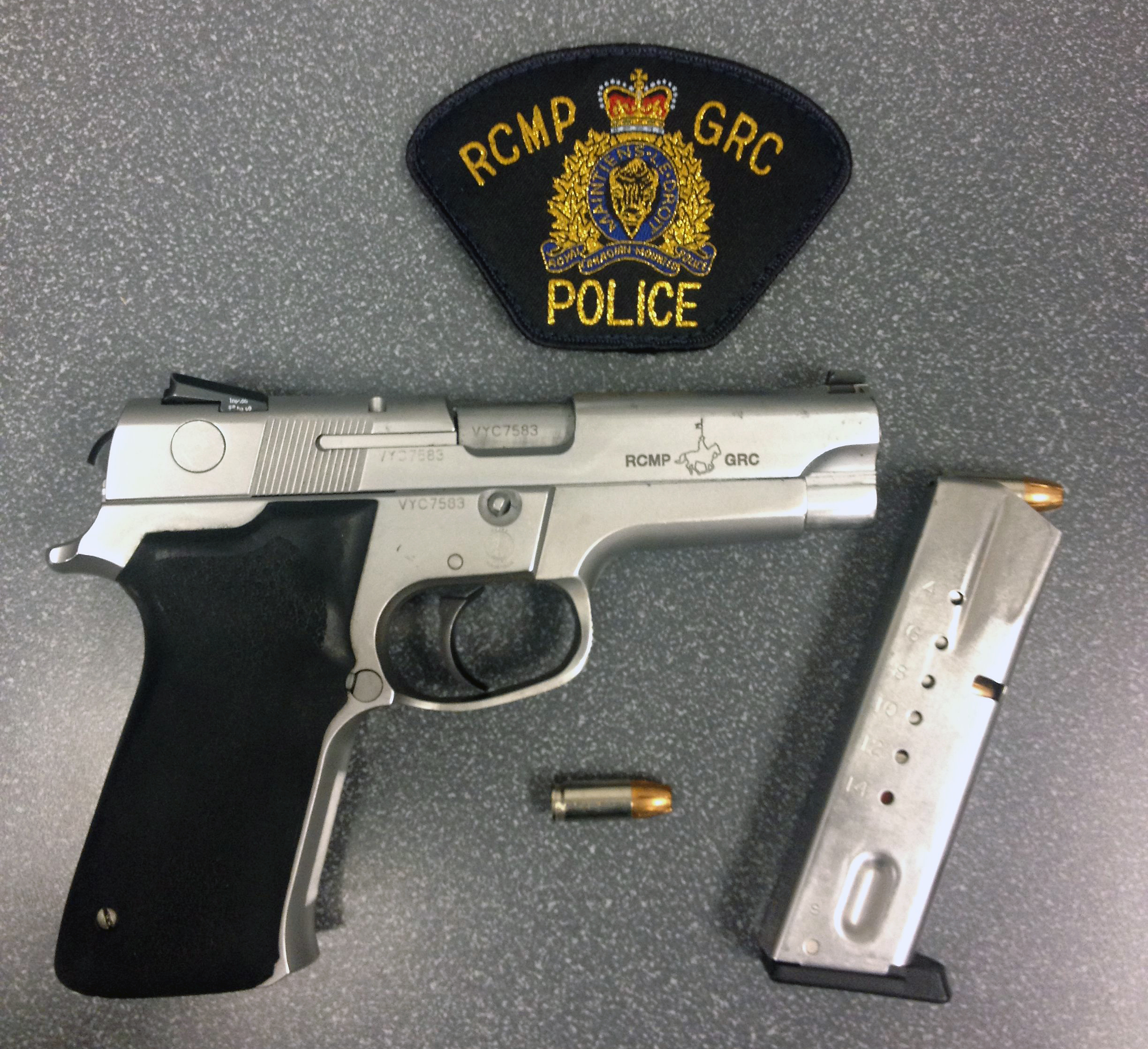
Smith & Wesson 5946
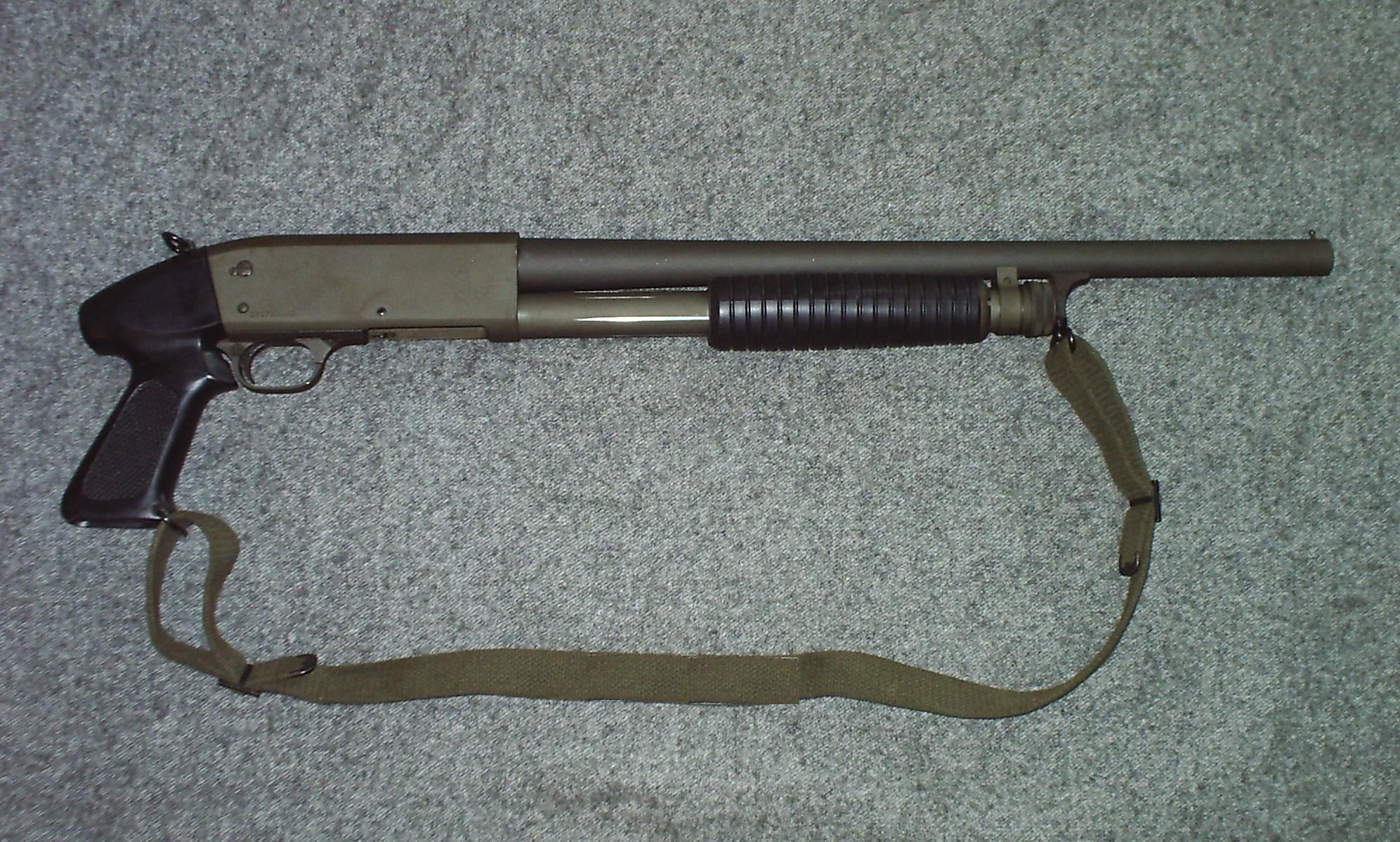
Ithaca 37
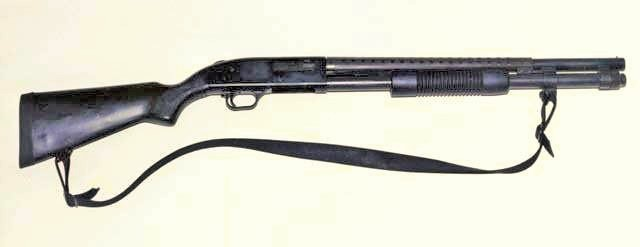
Mossberg 500
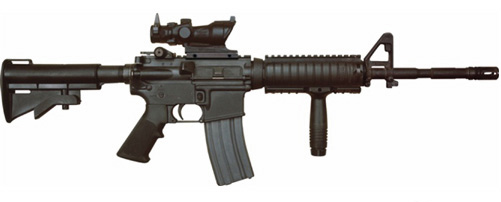
Colt M4A1
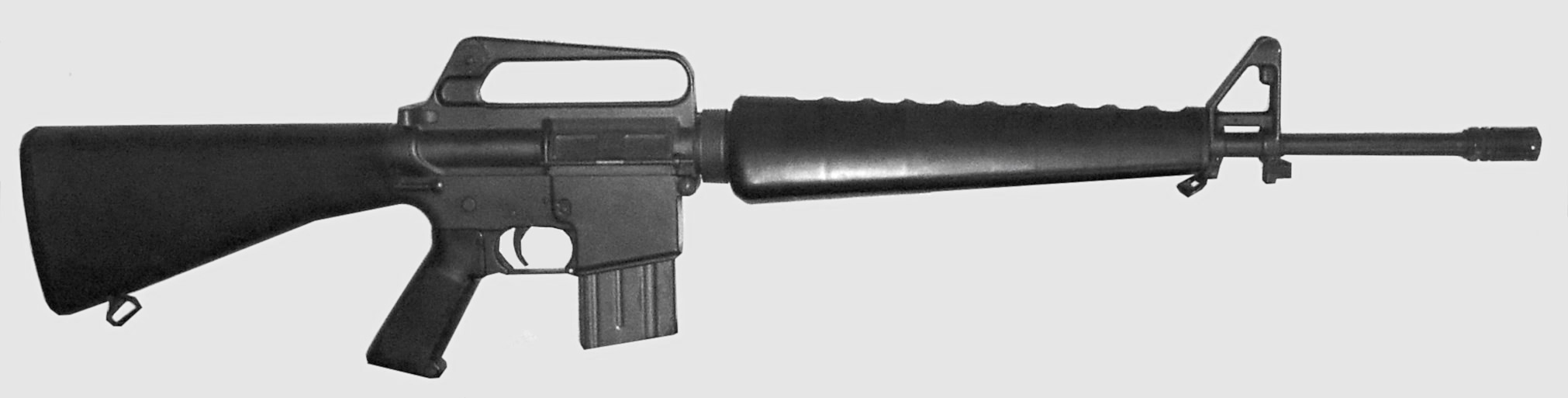
AR-15
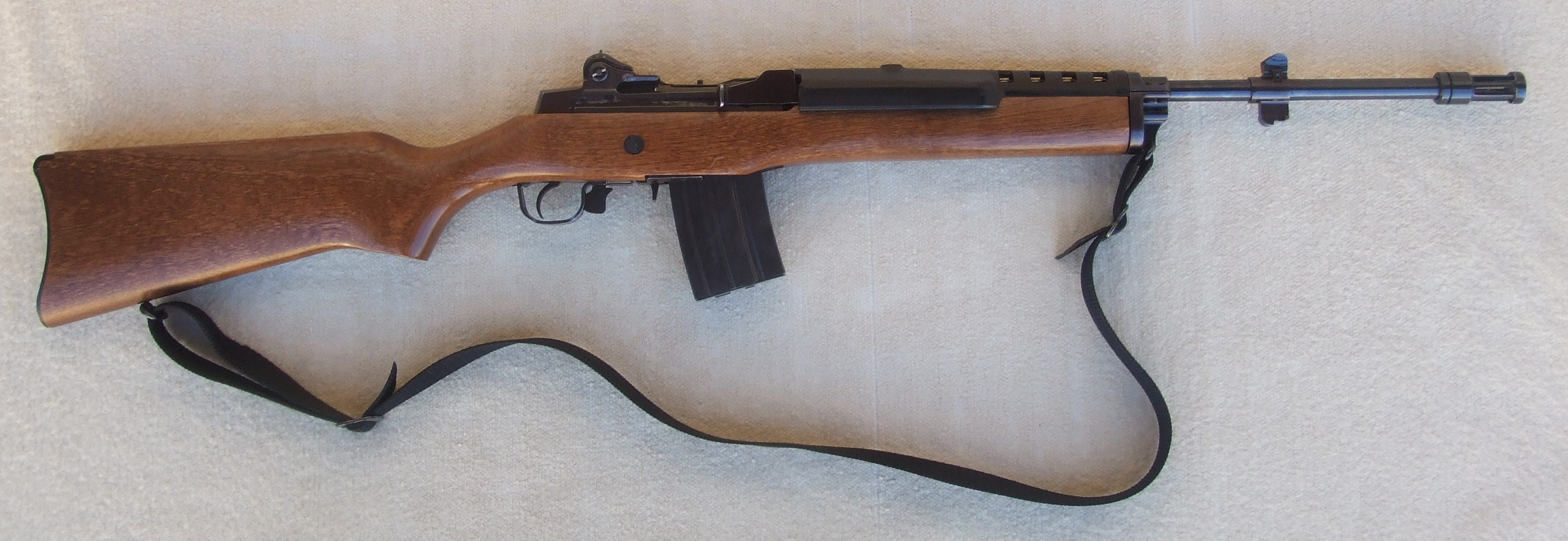
Ruger Mini-14
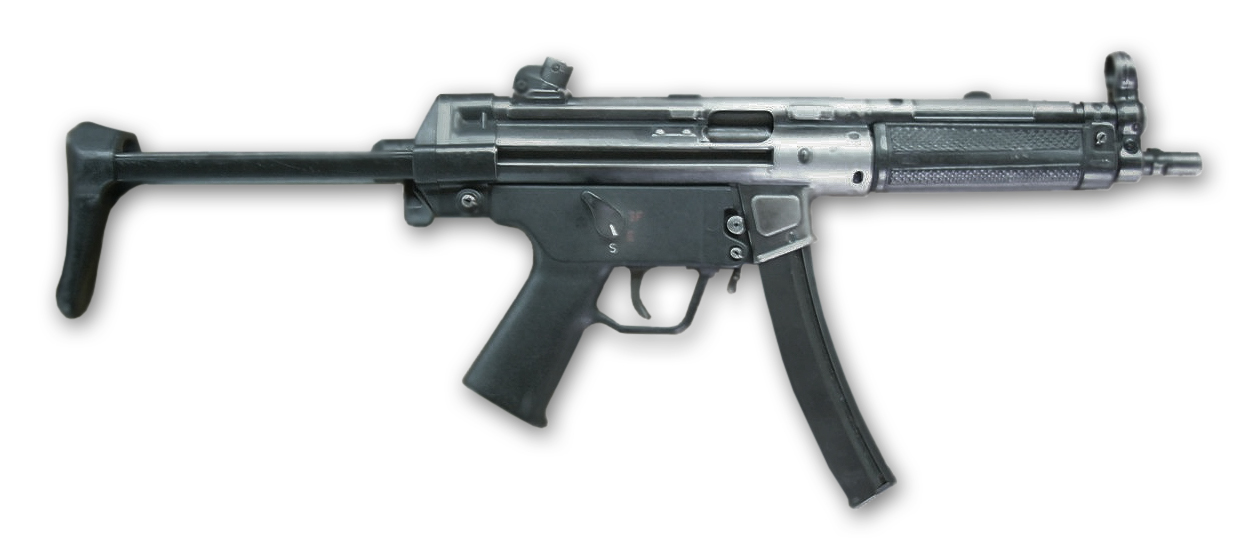
Heckler & Koch MP5
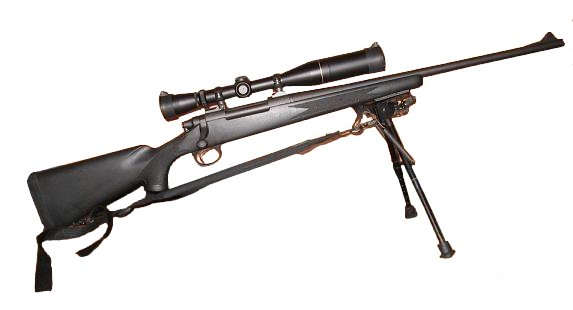
Remington 700

## Загиблі офіцери
Департамент поліції Нью-Йорка та органи, які потім стали його частиною втратили 863 офіцери з 1806 року. Найостаннішим загиблим під час виконання обов'язків є детектив Рандольф Холдер, який був застрелений 20 жовтня 2015. Під час терористичного акту 11 вересня 2001 року загинуло 23 офіцери, не включаючи 31 офіцера, які загинули від хвороб спричинених цим терактом.
| Причина                           | Кількість |
| --------------------------------- | --------- |
| Хвороби пов'язані з 11.09.2001    | 31        |
| Нещасні випадки                   | 10        |
| Авіаційні аварії                  | 7         |
| Пов'язані з тваринами             | 117       |
| Удушення                          | 2         |
| Напади                            | 31        |
| Автомобільні аварії               | 51        |
| Велосипедні аварії                | 4         |
| Човнові аварії                    | 5         |
| Бомби                             | 2         |
| Потонули                          | 12        |
| Хвороби пов'язані зі службою      | 10        |
| Враження струмом                  | 5         |
| Вибухи                            | 8         |
| Переохолодження                   | 1         |
| Падіння                           | 12        |
| Вогонь                            | 15        |
| Вогнепальні поранення             | 325       |
| Вогнепальні поранення (випадкові) | 24        |
| Серцеві напади                    | 44        |
| Мотоциклетні аварії               | 36        |
| Зарізані                          | 24        |
| Збиті трамваєм                    | 7         |
| Збиті потягом                     | 5         |
| Збиті автомобілем                 | 37        |
| Руйнування будинку                | 3         |
| Терористичний акт                 | 23        |
| Автомобільна погоня               | 12        |
| Напад за допомогою автомобіля     | 20        |
| Всього                            | 863       |

## Медалі
| Назва                                     | Вигляд |
| ----------------------------------------- | ------ |
| Медаль пошани                             |        |
| Бойовий хрест                             |        |
| Медаль за доблесть                        |        |
| Похвальний відгук                         |        |
| За виняткові заслуги                      |        |
| Похвальний відгук                         |        |
| Медаль за чесність                        |        |
| Медаль за служіння суспільству            |        |
| Медаль за гарне виконання обов'язків      |        |
| Медаль за бездоганне виконання обов'язків |        |

## Галерея

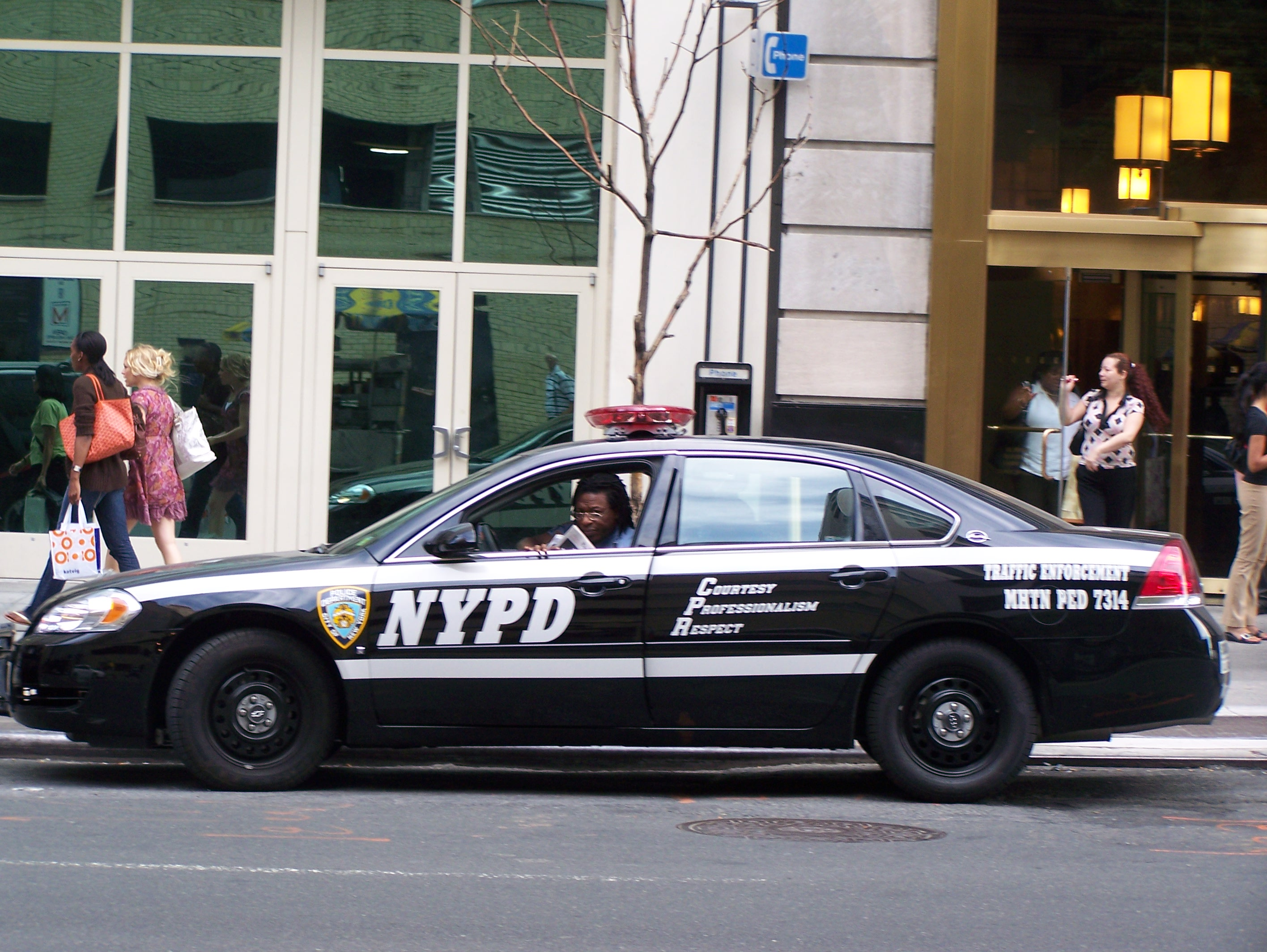
Чорно-білий автомобіль департаменту поліції
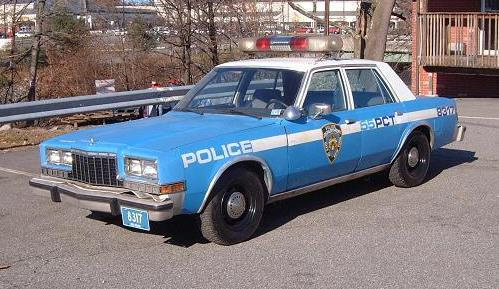
Стара поліцейська машина
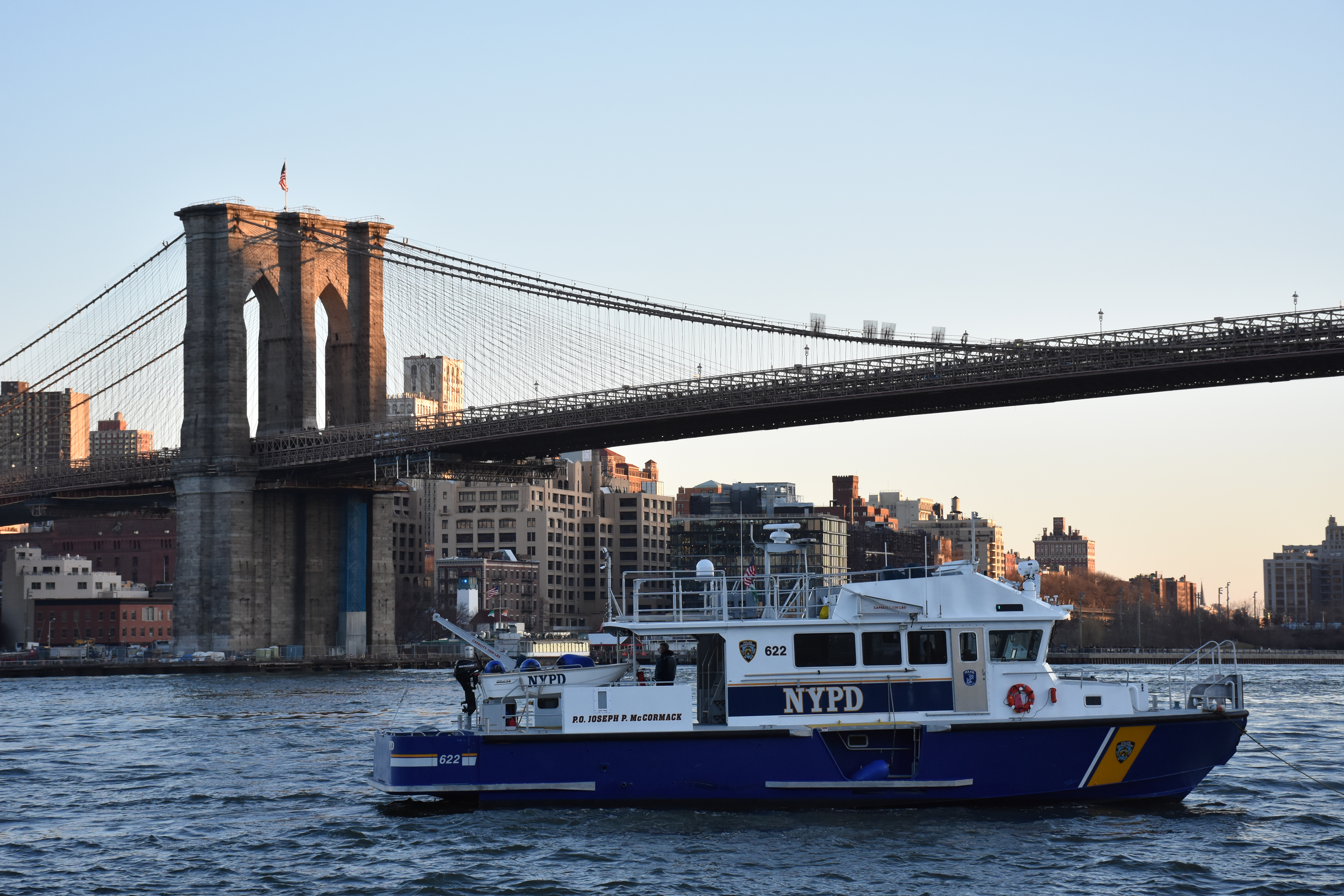
Поліцейський човен патрулює Іст-Ривер
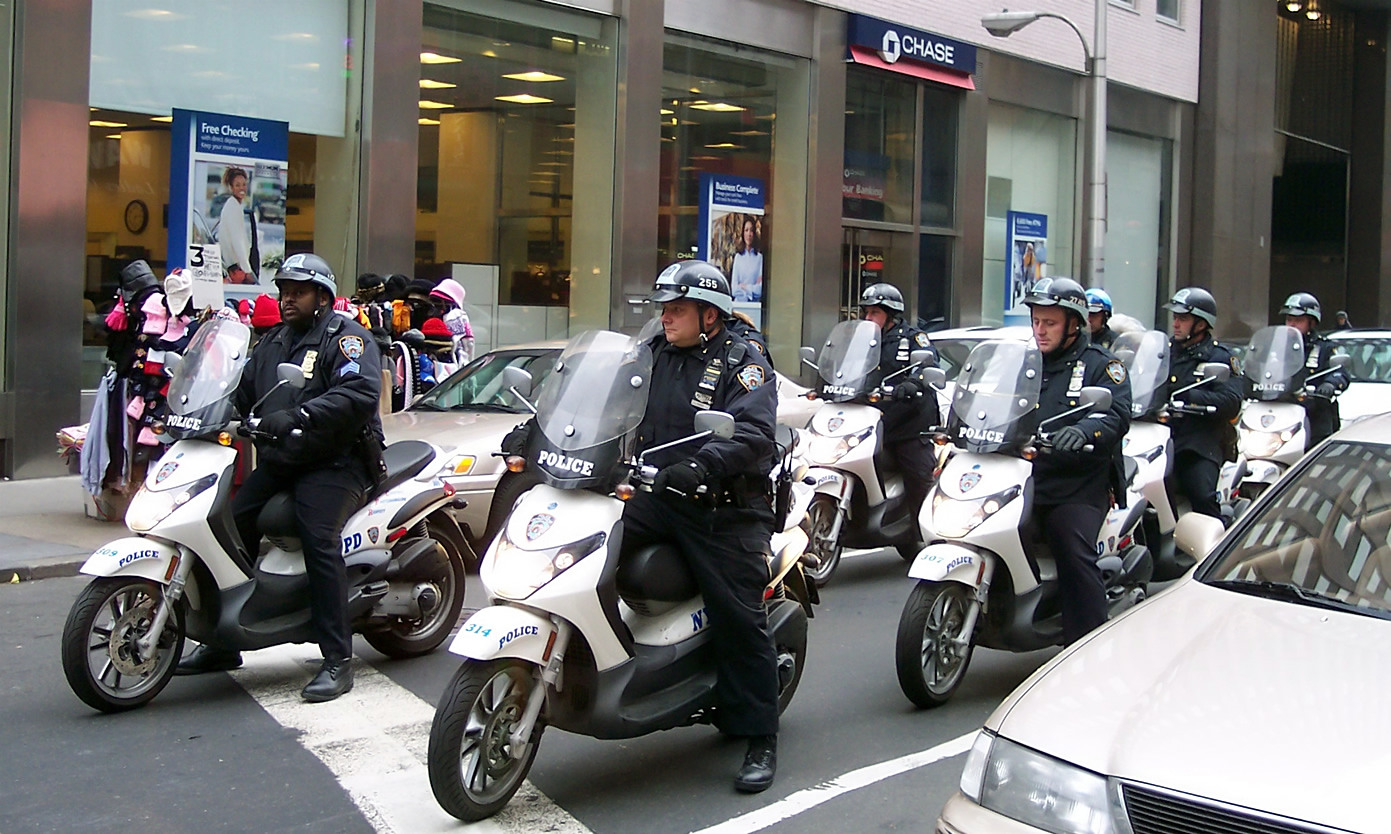
Поліцейські скутери
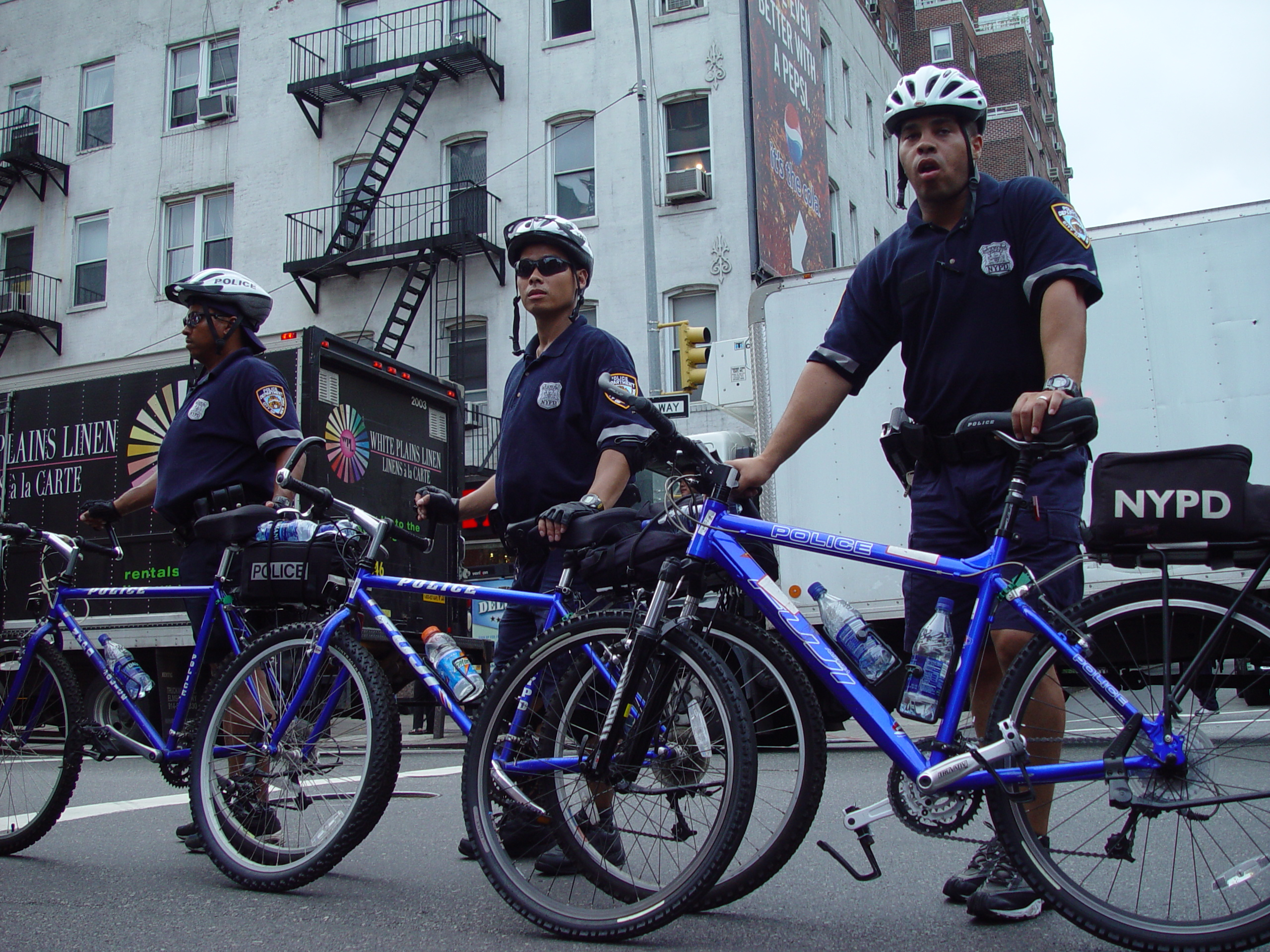
Велосипедний патруль
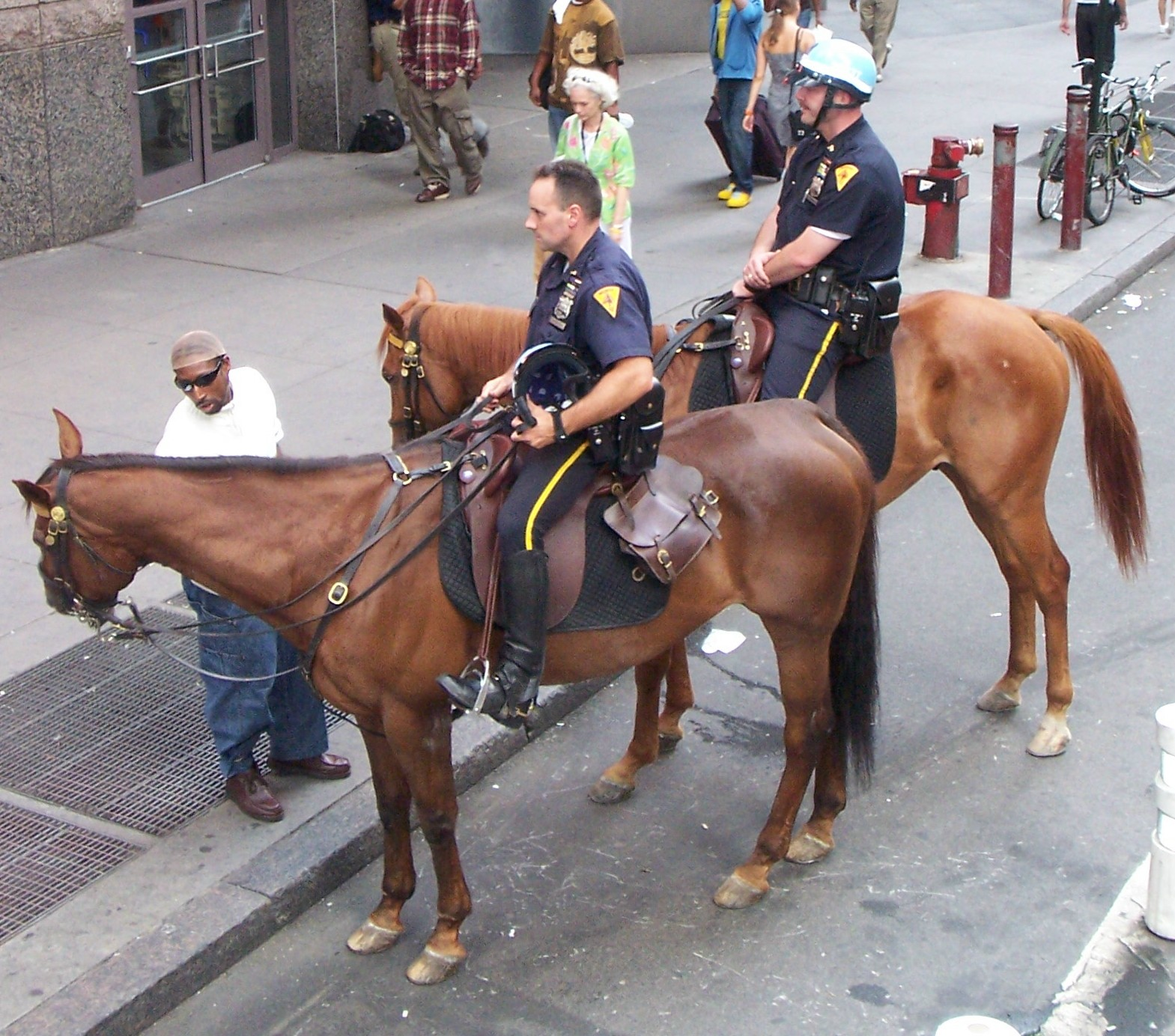
Кінний патруль
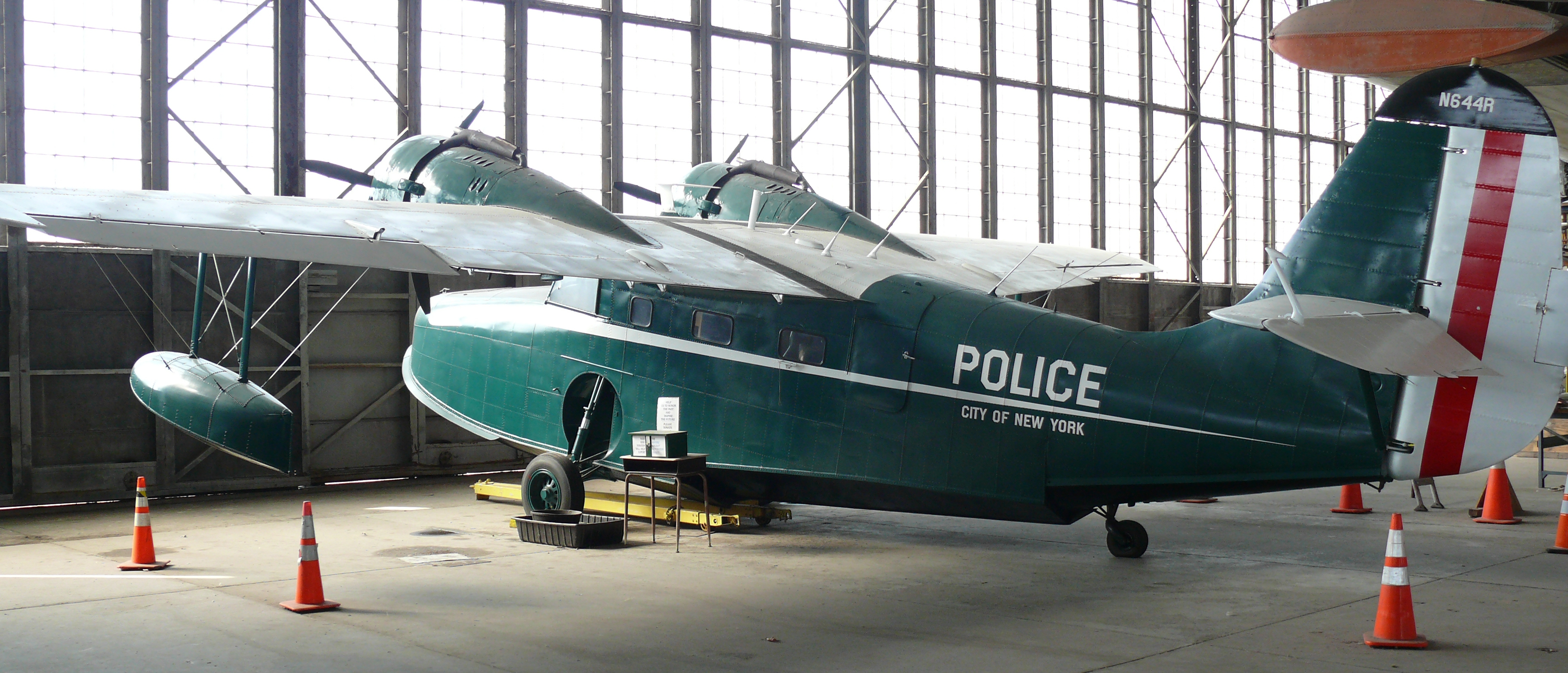
Поліцейський літак
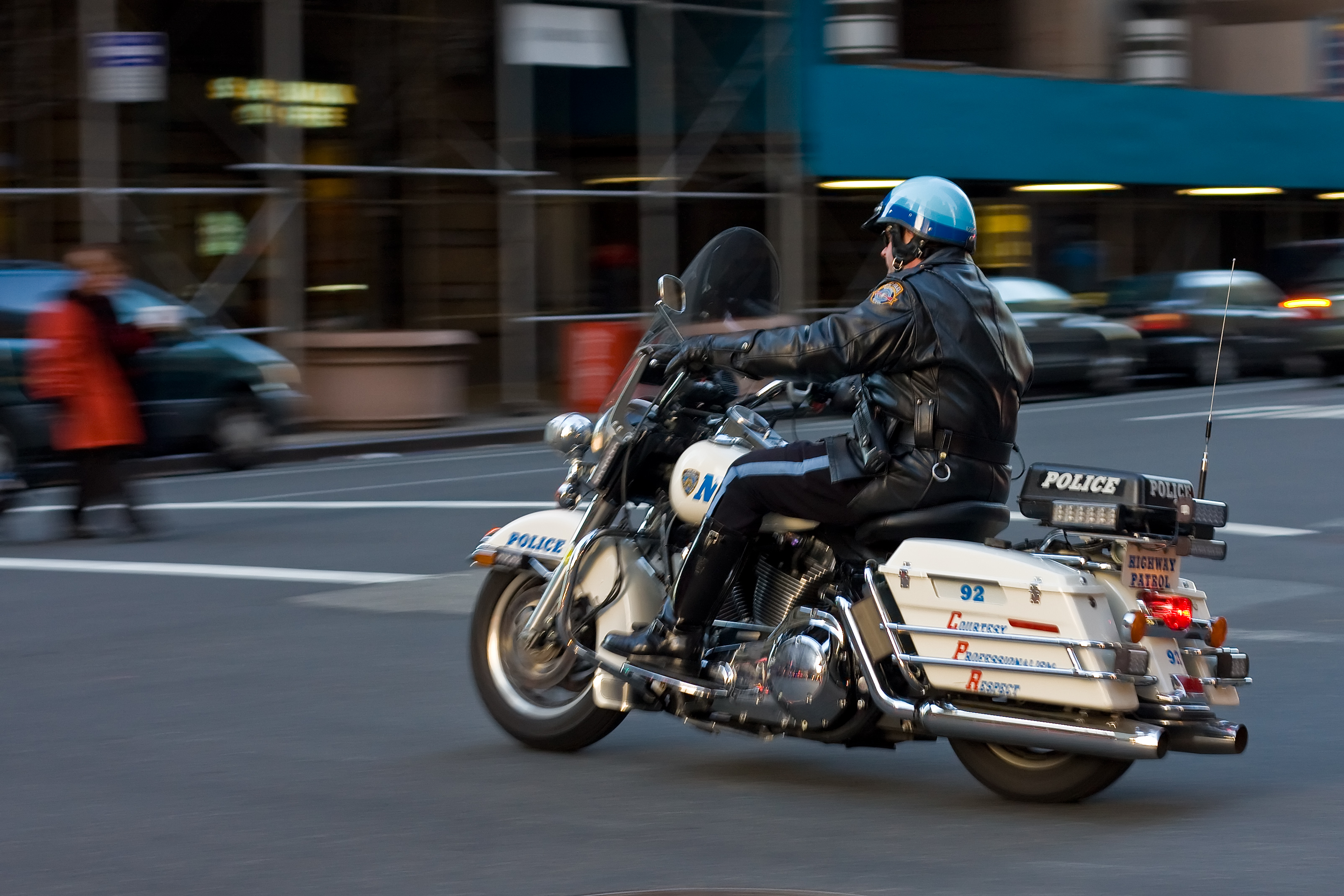
Поліцейський-мотоцикліст
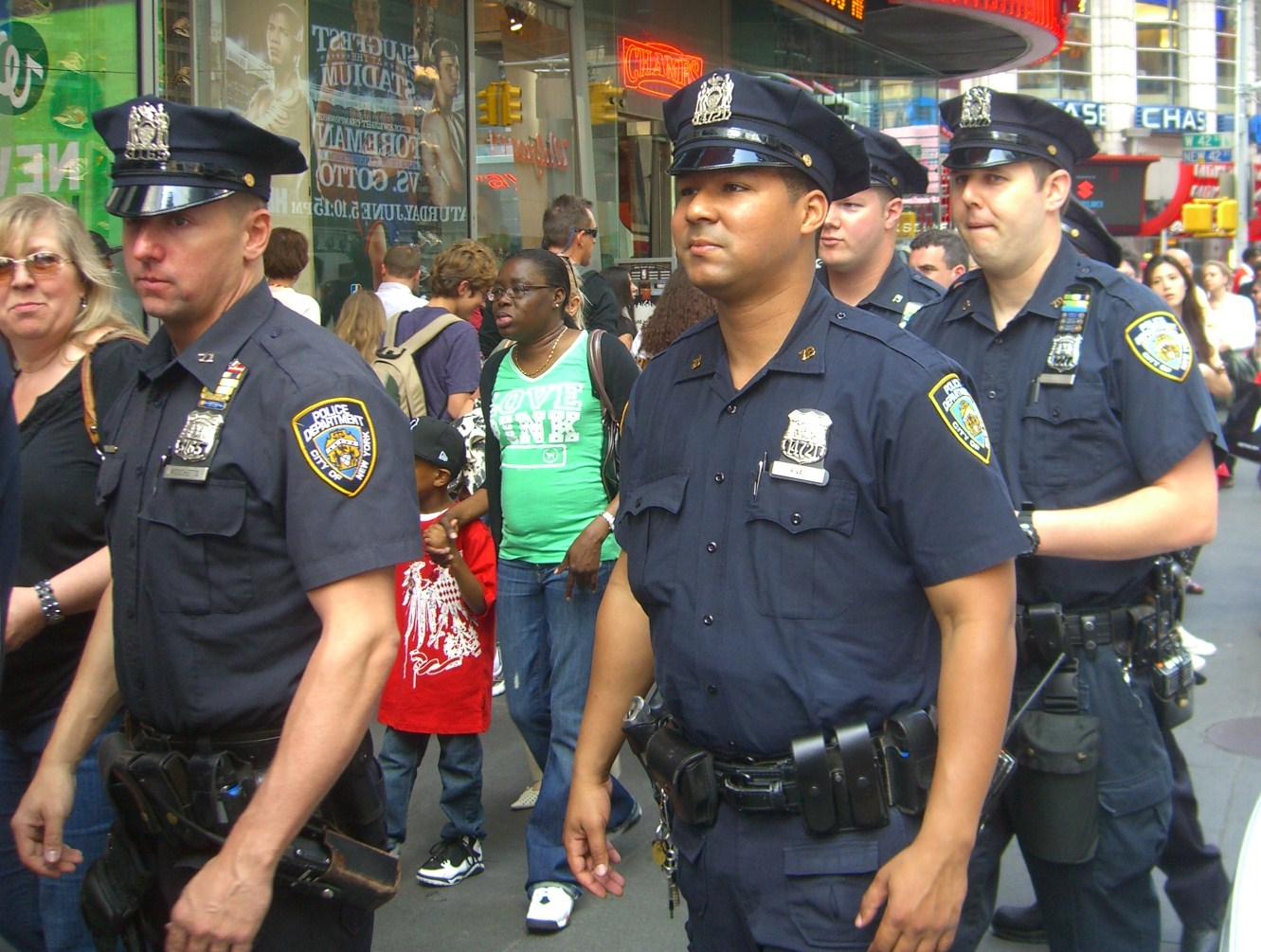
Патрульні поліцейські
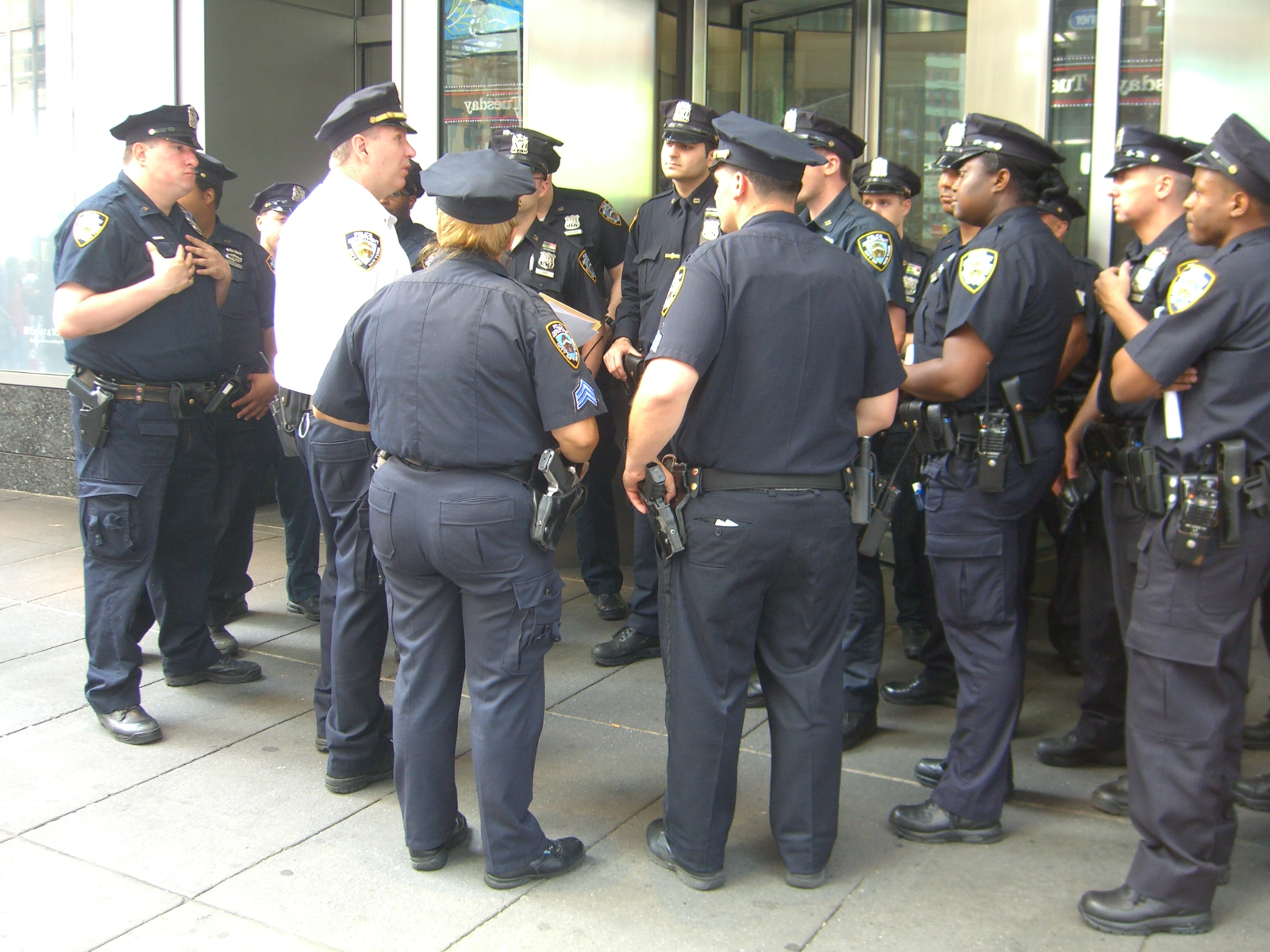
Лейтенант (у білій сорочці) розмовляє з підлеглими на Таймс-Сквер
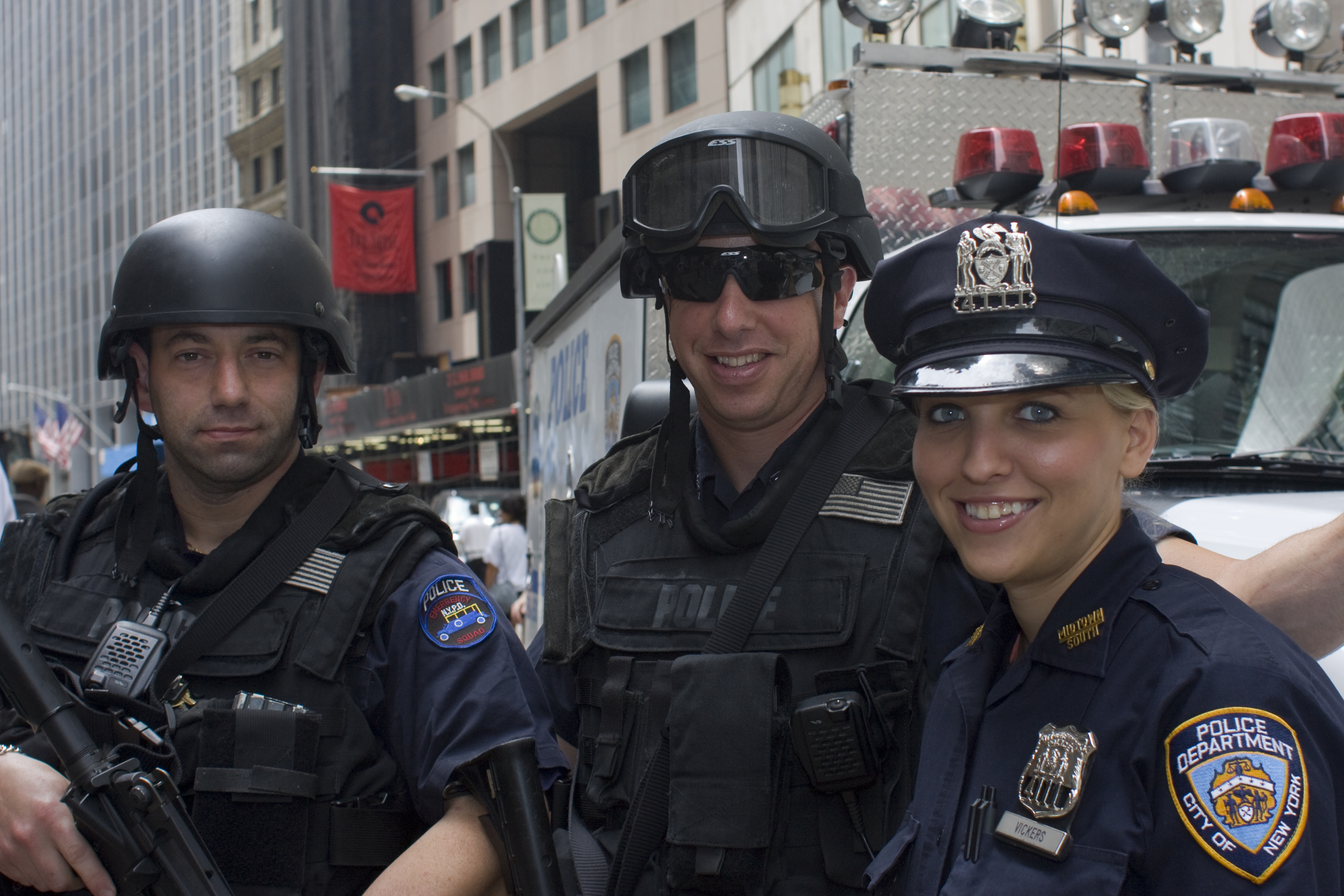
Офіцери Підрозділу надзвичайних ситуацій
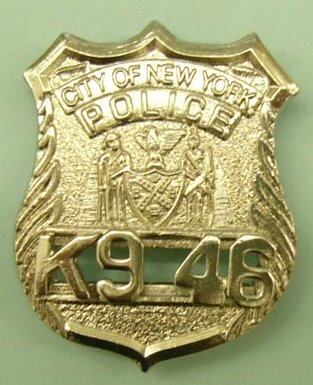
Значок поліцейської собаки
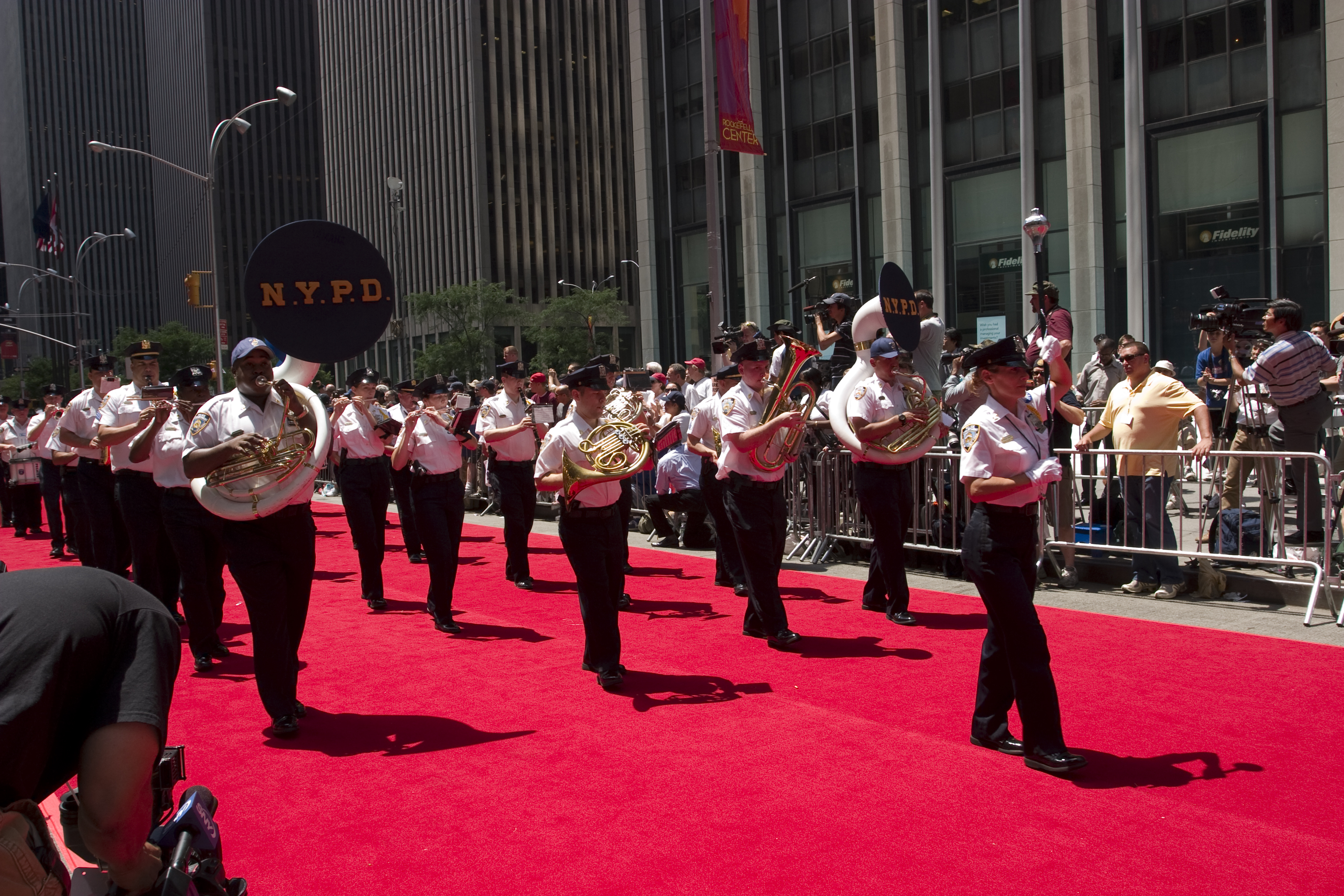
Оркестр департаменту поліції
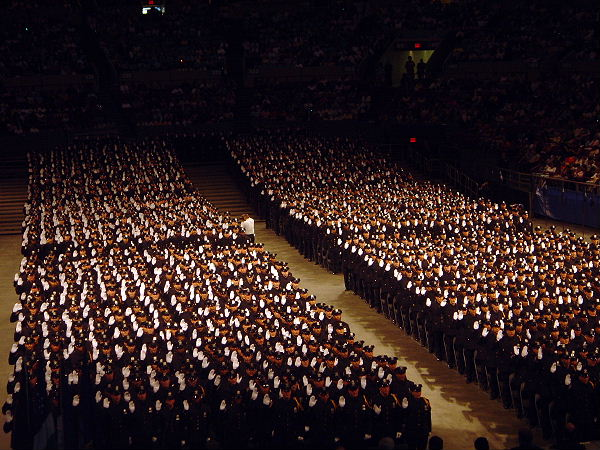
Церемонія приведення до присяги офіцерів департаменту на Медісон-сквер-гарден